# Історія Люфтваффе (1935–1945)

Емблема Люфтваффе (повітряних сил Третього Рейху)

Історія Люфтваффе (1935—1945) — історія застосування Повітряних сил Третього Рейху. Офіційно цей вид збройних сил був заснований 1 березня 1935 року, коли нацистами було оголошено про створення вермахту, і існував він до безумовної капітуляції нацистської Німеччини у травні 1945 року після поразки у Другій світовій війні.
Військова авіація нацистської Німеччини веде свою історію від заснування «на папері» 15 травня 1933 року філії авіакомпанії на основі Люфтганзи, хоча насправді військове керівництво країни продовжувало потай утримувати напіввійськові компоненти та структури з кінця Першої світової війни. Версальським договором Німеччині було заборонено володіти військовими літаками, отже фактично це був перший бойовий підрозділ у складі армії Третього Рейху, з якого почалося відродження німецької авіації. У березні 1935 року, через два роки Гітлер вже офіційно проголосив про створення армії нового типу, яка складалася з сухопутної, повітряної та військово-морської компоненти нацистської Німеччини. Перш ніж використовуватись як ключовий компонент у Другій світовій війні, німецькі Повітряні сили залучалися до ведення бойових дій у повітрі під час Громадянської війни в Іспанії, де набували досвіду.
До початку Другої світової війни Люфтваффе стали, мабуть, найкращою авіацією у світі, й їхня потужна роль у стратегії застосування німецьких міжвидових об'єднань, дозволяла використовувати тактику бліцкригу проти армій союзників, які кількісно значно переважали німецькі сили.

## Громадянська війна в Іспанії
У липні 1936 року, після того як в Іспанії почалася громадянська війна, Франсіско Франко звернувся до Італії та Німеччини з проханням забезпечити матеріально-технічну та військову підтримку його силам. Німці погодилися та поставили першою партією 20 військово-транспортних літаків Ju 52 Deutsche Luft Hansa, а також 6 винищувачів He 51, які їх супроводжували.
1 серпня 1936 року перший контингент німецьких добровольців з 86 осіб у цивільному одязі, прибув до Іспанії в умовах цілковитої таємниці, не знаючи куди їх відряджають. Вони були розміщені на аеродромі Таблада поблизу Севільї.

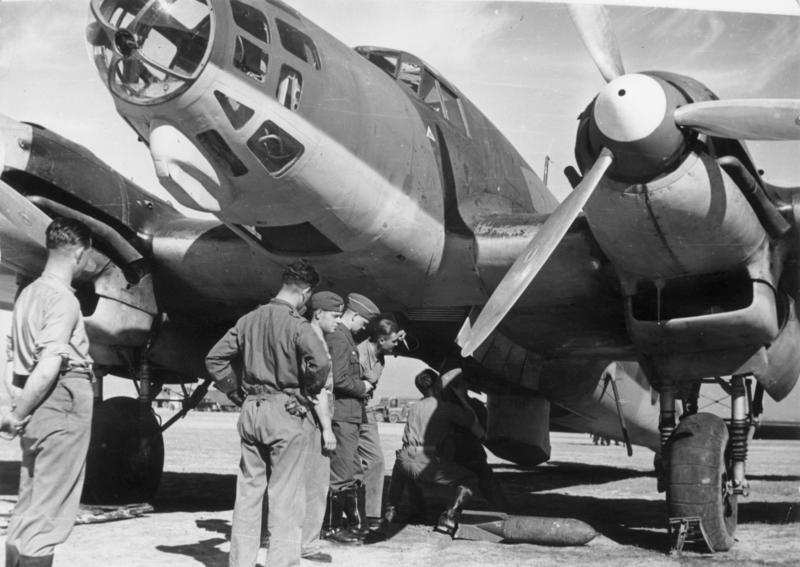
Німецький бомбардувальник Heinkel He 111 в Іспанії. 1939

Німецькі транспортні літаки зіграли важливе значення у перекиданні військ Франко з Марокко на Піренейський півострів, перевозячи по 25 повністю озброєних військових за кожен рейс, і здійснюючи близько чотирьох польотів на день. Загалом у період з 29 липня до 11 жовтня німецька авіація перекинула 13 523 іспанських бійців Африканської армії націоналістичних сил та 270100 кг військового майна з Марокко до Андалусії.
Незабаром Люфтваффе сформували легіон «Кондор», який вирушив до Іспанії для безпосередньої підтримки націоналістів. Цей авіаційний підрозділ під командуванням Гуго Шперрле складався з 88-ї бойової групи з трьох ескадрилей бомбардувальників Ju 52, 88-ї винищувальної групи з трьох ескадрилей, оснащених винищувачами-біпланами Heinkel He 51, 88-ї групи розвідувальної авіації, 88-го загону ППО і підрозділу зв'язку та мав у своєму складі сотні літаків, зокрема звичайні та пікіруючі бомбардувальники, винищувачі, транспортні та розвідувальні літаки. В Іспанії німці вперше протестували в бойових умовах свої новітні літаки, які пройшли крізь усю світову війну — серед них були Messerschmitt Bf 109, Heinkel He 111, Dornier Do 17 та Junkers Ju 87.
15 листопада 1936 року сталося перше бойове застосування легіону у збройному протистоянні між націоналістами та республіканцями.
Поступово німецька залученість у воєнні дії наростала. Якщо на першому етапі війни льотчики Люфтваффе здійснювали переважно лише транспортні перевезення, доставляли боєприпаси та неважку зброю повітрям, а також здійснювали інтенсивну підготовку іспанських пілотів Франко, то з часом вони все більше та більше залучалися до безпосередніх бойових дій. В Іспанії німецькі пілоти брали участь у битві за Мадрид, на річці Харама, у так званій війні на Півночі. Весною 1937 року німці розбомбили Дуранго, Герніку. В небі Іспанії вони вперше вступили в битву з радянськими льотчиками, що воювали на І-15 та І-16.
З кінця 1938 року та початку 1939 року кількість втручань легіону «Кондор» зменшилась. 6 лютого 1939 року сталися останні бойові вильоти льотчиків легіону, а 26 березня республіканські війська капітулювали. 14 квітня 1939 року для бійців легіону «Кондор» була запроваджена спеціальна нагорода, Іспанський хрест.
26 травня 1939 року 5136 офіцерів і солдатів легіону «Кондор» повернулися до Німеччини, де їх у Берліні урочисто вітали з усіма військовими почестями Адольф Гітлер та Герман Герінг. Під час іспанського конфлікту німці знищили 386 ворожих літаків (313 — у повітряному бою) і скинули 21 000 тонн бомб, втративши при цьому 72 літаки в бою і 160 у різних інцидентах, а також 226 військовослужбовців. Messerschmitt Bf 109 виявився найкращим винищувальним літаком свого часу, а Junkers Ju 87 продемонстрував свою точність та деморалізуючу силу, особливо після додавання сирен під час атаки наземних цілей.
Отже, Люфтваффе розпочали 1939 рік, маючи у своєму складі значну кількість досвідчених бойових пілотів, з вишколеними техніками та випробуваною тактикою дій різних родів авіації, а також з високо мотивованим персоналом своїх Повітряних сил. Ці фактори допомогли німецьким ПС на першій фазі Другої світової війни, яка розпочнеться місяцями пізніше, забезпечивши нацистській Німеччині найбільші та найпотужніші Повітряні сили в Європі.

## Друга світова війна

### Польська кампанія (1939)
За кілька місяців до початку Другої світової війни нацистська Німеччина вже інтенсивно готувалася до запланованого вторгнення в Польщу (план «Вайс»). На той час у розпорядженні Люфтваффе було близько 3650 літаків, тоді як польські ПС мали лише 1900, в основному застарілих біпланів, на відміну від сучасних німецьких літаків, багато з яких вже були випробувані в бойових умовах під час громадянської війни в Іспанії.

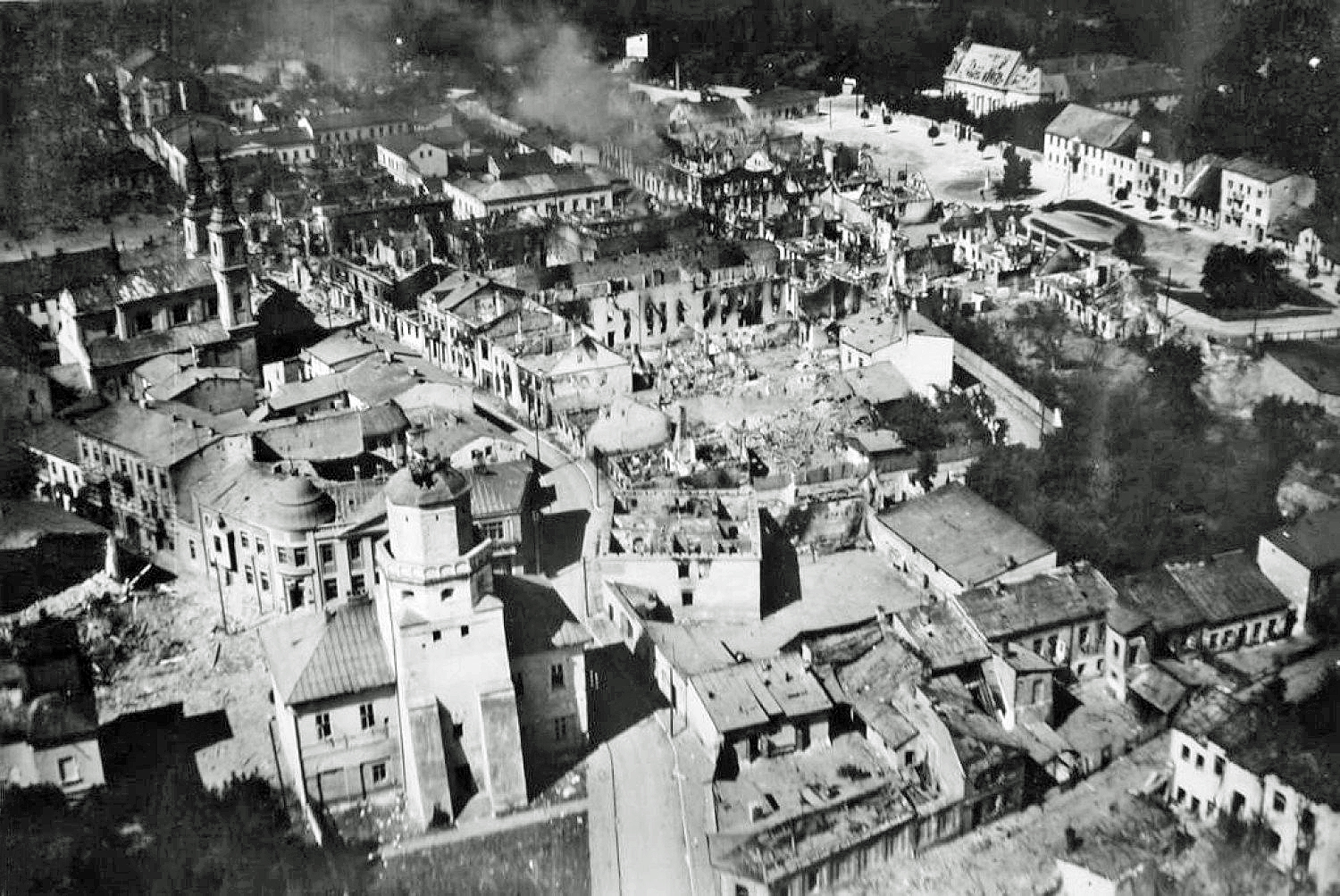
Вигляд з пташиного польоту на розбомблений центр міста Велюнь. 1 вересня 1939

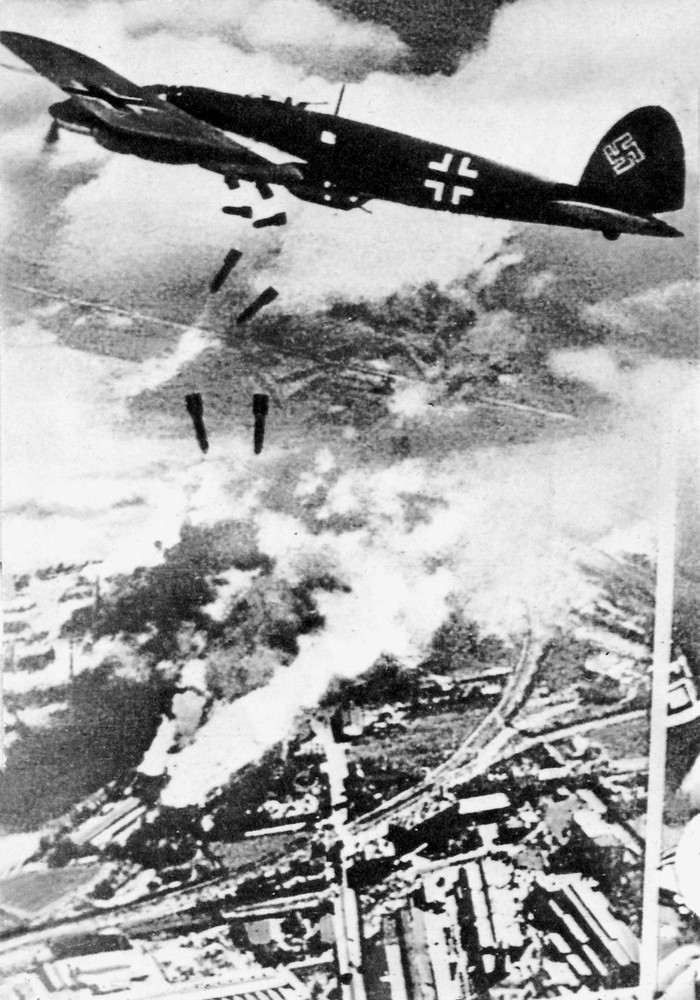
He 111 скидає бомби на Варшаву

За задумом ОКЛ від німецьких Повітряних сил діяли два повітряні флоти: 1-й повітряний флот Альберта Кессельрінга, озброєний 807 штатними літаками, та посилений 92 гідролітаками авіації Крігсмаріне (нім. Fliegerfuhrer der Seeluftstreitkrafte) та 4-й повітряний флот Александера Лера з 627 літаками, яких підтримували 30 словацьких літаків. 1-й флот діяв разом з групою армій «Північ» вермахту, яка двома ударами з Померанії та Східної Пруссії мала відрізати виходи Польщі до Балтійського моря й в подальшому наступати на Варшаву. 4-й флот забезпечував підтримку групі армій «Південь», яка наступала із Сілезії та Словаччини в загальному напрямку на Варшаву. Ще 406 винищувачів Люфтваффе перебували в резерві в готовності до відбиття потенційної контратаки польської авіації. Ще 333 розвідувальні літаки були передані у оперативне розпорядження сухопутних військ та діяли в інтересах наземного ударного угруповання вермахту.
1 вересня 1939 року німецькі війська вторглися в Польщу, розпочавши Другу світову війну. У перші ж години з початку вторгнення Люфтваффе провело одне з наймасовіших та найжорстокіших бомбардувань в історії Другої світової війни — незахищеного міста Велюнь. Загалом протягом 9 годин поспіль на цивільні об'єкти міста було скинуто 46 тонн бомб. Приблизно у той же час почалися масовані нальоти німецької авіації на Вестерплатте та Данциг. Отже з перших хвилин Люфтваффе стали невід'ємною частиною блискавичної війни нацистського Рейху проти сусідньої країни.
За двадцять хвилин до офіційного оголошення війни німецькі пікіруючі бомбардувальники Junkers Ju 87 Stuka провели першу місію Польської кампанії, атакувавши важливі об'єкти на території Другої Речі Посполитої. До того ж саме пікіруючі бомбардувальники здобули першу повітряну перемогу у війні, коли лейтенант Франк Нойберт збив польський винищувач PZL P.11c, яким керував капітан Мечислав Медвецкий. О 5:30 того ж дня поручник Владислав Гнись збив перший німецький середній бомбардувальник Do 17.
Польська бомбардувальна авіація справді намагалася завдати удар по німецьких танкових (моторизованих) дивізіях і уповільнили швидкість наступу. Однак, підрозділи, оснащені бомбардувальником PZL.37 Łoś, були знищені протягом декількох днів. Messerschmitt Bf 110 продемонстрував свої найліпші якості та високу ефективність як літак супроводження так і в ролі бомбардувальника, на його рахунку була більшість здобутих у небі над Польщею перемог, що доречи дуже сподобалось Герману Герінгу, шанувальнику двомоторного важкого винищувача.
| Кількість літаків Люфтваффе на вересень 1939 |       |
| Бомбардувальники (Do 17 та He 111)           | 1 170 |
| Пікіруючі бомбардувальники (Ju 87)           | 335   |
| Одномоторні винищувачі (Bf 109)              | 1 125 |
| Двомоторні винищувачі (Bf 110)               | 195   |
| Літаки-розвідники (Do 17P та Hs 126)         | 620   |
| Гідролітаки (He 59, He 60 та He 115)         | 205   |

Успіх німецької авіації був приголомшливий. Вже 3 вересня Герінг заявив, що його Люфтваффе опанували повітря, повністю знищивши польську авіацію. Командувачі флотами Кессельрінг та Лер наказали своїм підпорядкованим формуванням зосередитися на лініях постачання та комунікаціях, а також вузлах зв'язку; наприклад, зосереджені удари, проведені між 2 і 5 вересня на польську залізничну систему, призвели до паралічу залізничної служби. Руйнуючи лінії зв'язку, Люфтваффе збільшив швидкість наступу та спричинив логістичний хаос для польських військ. Одночасно німецькі льотчики забезпечували безпосередню підтримку дій наземних військ на полі бою. атакуючи польську піхоту; так, 13-та польська дивізія була знищена майже виключно повітряними ударами.
На 14 вересня з 397 польських літаків, що вступили в битву 1 числа, залишилося тільки 54. Польські Повітряні сили зазнали повної поразки. Поляки розосередили свої справні літаки на допоміжні аеродроми, отже на аеродромах залишися тільки несправні та пошкоджені літаки, які потім знищила авіація Люфтваффе, звідки походить неправильне твердження про те, що польські ПС були знищені на землі. У перебігу подій у багатьох польських авіаційних підрозділів не вистачало запасів, і 98 літаків перелетіли до Румунії, яка на той час ще була нейтральною країною.
Ще до початку Польської кампанії частина сил Люфтваффе була виділена на знищення невеликого, але сучасного польського флоту, хоча німці мали лише кілька авіаційних підрозділів, здатних проводити протикорабельні операції. Одним з таких підрозділів був 4.(St)/TrGr 186 — підрозділ, оснащений пікіруючими бомбардувальниками Ju 87, які цілеспрямовано проходили навчання на німецькому авіаносці «Граф Цеппелін». Одним з найбільших успіхів 4.(St)/TrGr 186 було те, коли льотчикам вдалося потопити есмінець «Віхер» та мінний загороджувач «Гриф».
У перші дні кампанії Люфтваффе змогли нейтралізувати польську повітряну та морську міць, а після здобуття повітряної переваги німці змогли підвищити ефективність повітряних ударів по логістичних та комунікаційних цілях, досягнувши руйнівних результатів. Польська армія не могла рухатися, оскільки їхати шляхами стало небезпечно, а залізничні лінії були майже повністю зруйновані.

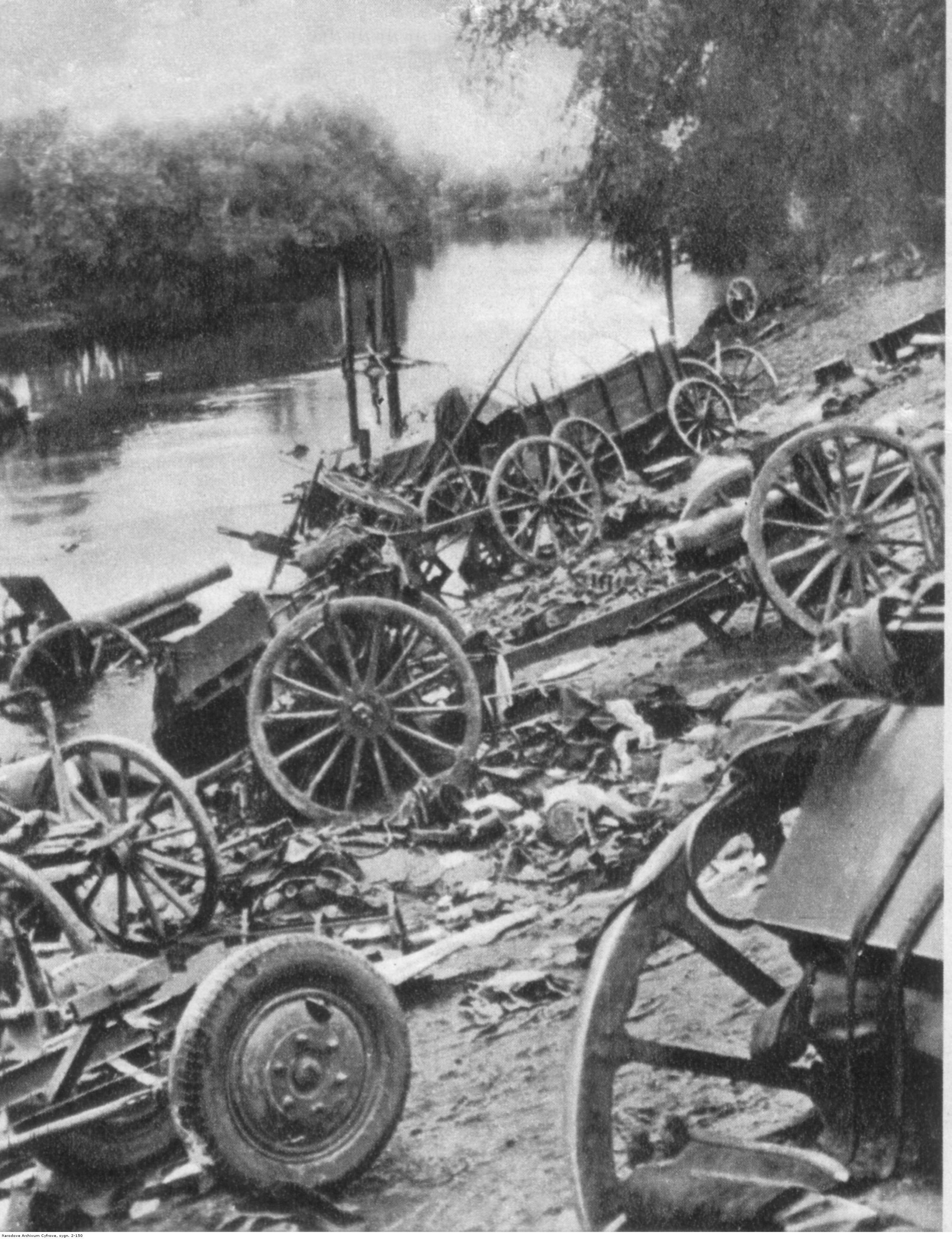
Наслідки розгрому польського війська в битві на Бзурі. Вересень 1939

Символом німецької бойової машини протягом усієї кампанії став Junkers Ju 87 Stuka. Працюючи майже безперечно, цей літак підтримував наступ танкових дивізій, слугуючи повітряною артилерією. Одного разу шість польських дивізій були змушені здатися після чотирьох днів безперервного бомбардування з повітря StG 51, StG 76 і StG 77. У цих атаках було застосовано касетні 50 кг бомби, які завдавали максимального збитку ворожим військам. Деморалізовані, поляки здалися.
Тим не менше, командування вермахту було здивоване контратакою армій «Познань» та «Помор'я», які загрожували зламати фланг 8-ї німецької армії, та відрізати в такий спосіб німецьку 10-ту армію від основних сил. На допомогу прийшли Люфтваффе, які потужними ударами у битві на Бзурі зламали те, що залишилося від польського опору, у «вражаючій демонстрації повітряних сил».
Люфтваффе швидко зруйнували мости вздовж річки Бзура, внаслідок чого польські війська опинились у пастці; ці сили знову і знову атакували з'єднання бомбардувальників Ju 87, які скидали на піхоту касетні бомби вагою 50 кг, завдаючи полякам значних втрат. Польські зенітні батареї витратили запас своїх боєприпасів і відступили в ліс, однак згодом вони були витіснені з лісу після того, як бомбардувальники Heinkel He 111 і Dornier Do 17 почали атакувати їх, застосовуючи вже 100-кг запалювальні бомби. Таким чином, Люфтваффе залишили сухопутним військам можливість тільки захопити вцілілих серед розгромленого Війська Польського. Лише підрозділи пікіруючих бомбардувальників під час цього бою скинули 388 тонн бомб.
Значною мірою успіху Люфтваффе сприяла добре налагоджена система зв'язку між наземними військами та повітряною компонентою, яку активно використовували німці. Згодом її успішно застосували в битві за Францію, й вона виявилася життєво важливим інструментом успіху цієї кампанії. Застосування боєприпасів та бомб вийшло за рамки очікуваної ОКВ витрати авіаційних боєприпасів: Люфтваффе витратило третину вибухівки (близько 3000 тонн). У авіаційному плані німецькі літаки продемонстрували хороші показники. Dornier Do 17 та Heinkel He 111 виявилися швидшими за польські винищувачі, встигнувши уникати їх у разі загрози атаки. Більшість втрат Люфтваффе відбулася від зенітної артилерії. 28 вересня повідомлялося, що німецькі війська втратили 285 літаків, ще 279 були пошкоджені на 10 % і більше, які були відведені від лінії фронту для незначного чи капітального ремонту. Що стосується особового складу, 189 людей загинуло, 126 — поранено та 224 — зникли безвісти.

### Дансько-Норвезька операція

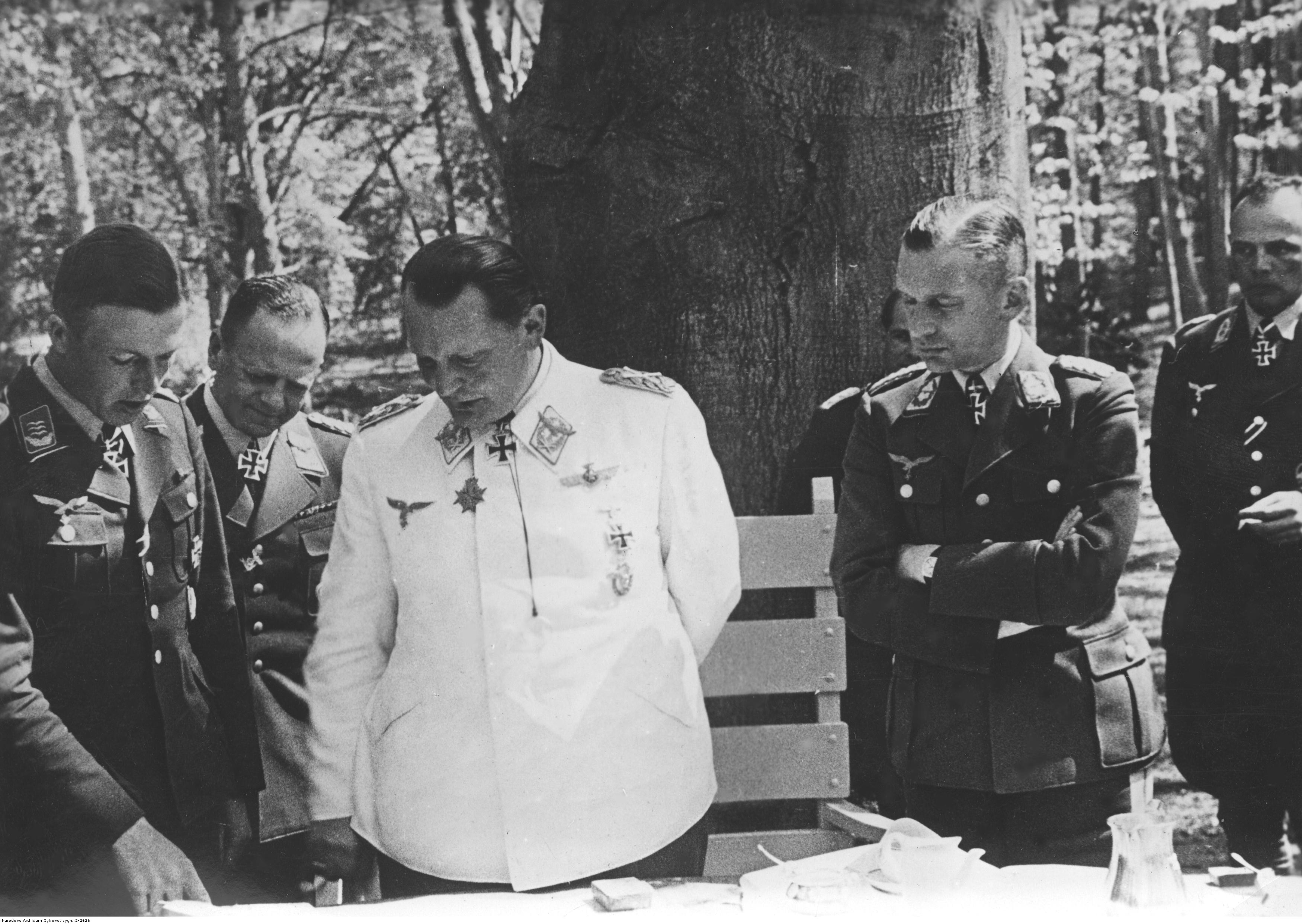
Герман Герінг поруч з офіцерами штабу ОКЛ. Липень 1940

Ще на початковому етапі протистояння з Францією та Великою Британією німецьке керівництво вирішило, що Данія та Норвегія повинні бути окуповані до того, як ці дві країни приєднаються до союзників, або вони туди вторгнуться. На додаток до цього фактору, немаловажне значення грало прагнення нацистів забезпечити постачання шведської залізної руди через Норвегію. Вторгнення, відоме як операція «Везерюбунг», планувалося швидким і рішучим, враховуючи малі повітряні сили, які мали обидві країни. Для проведення операції Люфтваффе зосередили угруповання, що складалося з 527 літаків, у тому числі 300 бомбардувальників і 50 пікіруючих бомбардувальників Ju 87. В ході операції в цілому німці також задіяли 40 розвідувальних гідролітаків та 200 військово-транспортних літаків Junkers Ju 52 для перевезення військ безпосередньо для окупації, а також для висадки повітряного десанту силами німецьких парашутистів. З іншого боку, Данія та Норвегія були погано підготовлені для нападу такого масштабу. Данці мали лише 89 бойових літаків (з них лише 12 вважалися сучасними), а норвежці мали тільки 74.

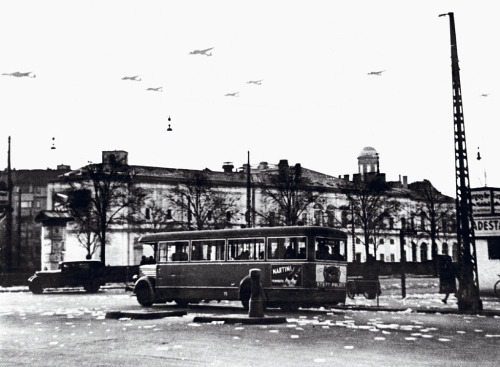
Німецька авіація розкидає листівки над Копенгагеном. 9 квітня 1940

9 квітня 1940 року німецька армія розпочала операцію «Везерюбунг», моторизовані війська вермахту безперешкодно просувалися Данією, одночасно кораблі Крігсмаріне висаджували солдатів на данські острови. Приблизно о 05:00 відбулася перша в історії висадка десантників у бойових умовах. 96 німецьких парашутистів висадилися з дев'яти транспортних літаків Junkers Ju 52, щоб опанувати міст Шторстрем, який з'єднував острів Фальстер із Зеландією та прибережну фортецю на острові Маснеде. Десант відкрив шлях батальйону 198-ї піхотної дивізії для наступу на Копенгаген по суші. Незабаром місто Ольборг, як і майже і столиця Копенгаген, перейшли під контроль німців. He 111 розкидавали брошури по всій столиці, вимагаючи капітуляції, під страхом покарання у вигляді бомбардування з повітря. До того, як день закінчився, король Данії та його уряд дійшли висновку, що будь-який опір призведе лише до непотрібних людських втрат, і буде дано наказ припинити вогонь. Єдиний повітряний бій цього першого дня в Данії відбувся, коли формування літаків Messerschmitt Bf 110 від Zerstörergeschwader 1 збило літак Fokker C.V, який вилітав з аеродрому у Ваерлозе для проведення розвідувальної місії.
Данія фактично була завойована за 24 години і капітулювала. Данські літаки, які пережили німецьке вторгнення, були конфісковані, а пізніше на війні використовувались як навчальні літаки Люфтваффе.
Північніше в Осло, Крістіансанні, Бергені, Тронгеймі та Нарвіку проводилася висадка морських десантів, синхронізована за часом з повітряними атаками на аеродроми, що використовувалися невеликими норвезькими ПС, які фактично були повністю знищені на землі. Повітряні сили навколо Осло мали лише 24 бойових літаки, зокрема п'ять біпланів «Тайгер Мот»; це угруповання було знищене або захоплене ще до кінця першої доби операції.
У перший же день вторгнення до Норвегії німецькі винищувачі зі 102 боєготових літаків норвезьких ВПС знищили 54.
Однією з помилок, допущених Люфтваффе на початковій фази вторгнення, став помітний збій, допущений Ju 87 I./StG 1, які не знешкодили берегові батареї у фортеці Оскарсборг. Артилерія форту потопила німецький важкий крейсер «Блюхер» і чинила серйозні проблеми силам вторгнення при проведенні ними десантних операцій в Осло-фіорді, затримавши захоплення міста на кілька годин.
Під час вторгнення до Норвегії німці максимально використовували свої транспортні літаки для перекидання солдатів та оснащення; для цієї операції було доступно близько 500 літаків Ju 52, третину з них — у транспортних підрозділах, а решту — у навчальних підрозділах. Ця здатність швидко транспортувати війська у визначний район зіграла важливу роль у захопленні Норвегії.
Люфтваффе зазнали значних втрат у боях за аеродром Форнебю в Осло, в якому норвезькі «Гладіатори» збили транспортний літак в обмін на одну втрату. Аеропорт продовжували утримувати норвежці, і кілька Ju 52 були змушені приземлитися під обстрілом, що спричинило значних втрат транспорту. Гельмут Лент, майбутній нічний винищувач-ас, знищив двох «Гладіаторів», а потім продовжив атаки на захисників. У Bf 110 закінчувалося паливо, і ситуація ставала критичною, коли нарешті більше Ju 52 не прибули до місця сутички та не забезпечили висадку своїх повітрянодесантних військ, які потім швидко опанували аеродром.

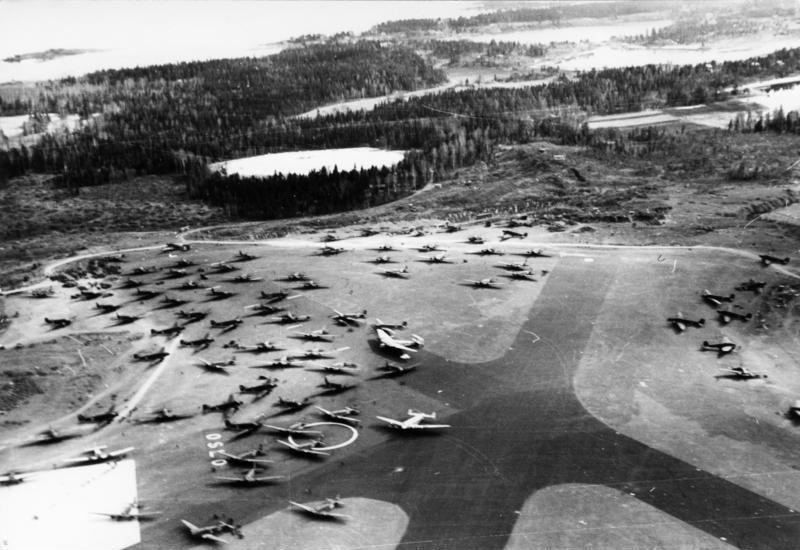
Німецькі літаки G.38, Ju 52, Ju 90, W 34 та He 111 на норвезькому аеродромі Форнебю. 1940

За підтримки Люфтваффе сухопутні війська вермахту закріпилися на плацдармі в Норвегії. В результаті проведення операції німці здійснили 680 бойових вильотів і втратили 43 літаки, збитими або пошкодженими. Вже за кілька найближчих днів Люфтваффе опанувало повітря над Норвегією. Британські Винищувальне та Бомбардувальне командування Королівських Повітряних сил, а також Повітряні сили флоту Великої Британії продовжували підтримувати союзні війська, але зазнали значних втрат від дій Люфтваффе.
Німецька авіація ефективно блокувала Королівський флот на першій фазі вторгнення. Junkers Ju 88 з KG 30 і Heinkel He 111 з KG 26 завдали пошкодження лінкору «Родні» і потопили есмінець «Гуркха». Fw 200 «Кондори» використовувались для патрулювання узбережжя та своєчасного інформування бойових груп авіації та підводних човнів, які діяли в цьому регіоні, про позиції кораблів противника. До 20 квітня майже вся південна Норвегія фактично перебувала в руках Німеччини, але бої в північній та центральній Норвегії тривали кілька тижнів. Норвезька кампанія тривала до червня 1940 року, і внаслідок катастрофи, яку зазнали союзники у Франції, британські та французькі війська відступили з країни, а Норвегія капітулювала.
На початку травня 1940 року X повітряний корпус генерала авіації Ганса Гайслера, головне угруповання німецької авіації в регіоні, складався з 710 літаків, розподілених наступним чином:
| Бомбардувальники (Do 17 та He 111)     | 360 |
| Пікірувальні бомбардувальники (Ju 87)  | 50  |
| Одномоторні винищувачі (Bf 109)        | 50  |
| Двомоторні винищувачі (Bf 110)         | 70  |
| Розвідувальні літаки (Do 17 та Hs 126) | 60  |
| Гідролітаки (He 59, He 60 та He 115)   | 120 |

Результатом проведення Норвезької кампанії стало втрата німцями 260 літаків, з яких 86 — військово-транспортних. Втрати особового складу становили 342 людини вбитими та 448 чоловіків зниклими безвісти. В боях у Норвегії німецькі Повітряні сили знищили 96 британських літаків (43 — в повітряних боях), потопили крейсер, шість есмінців, 21 інший військовий корабель та 21 торгове судно. Транспортна авіація Люфтваффе, попри величезні втрати, допомогла забезпечити армію паливом та запасами, здійснивши протягом битви 3018 літако-вильотів. Люфтваффе, без сумніву, схилили баланс сил у кампанії на користь Німеччини. Без їхнього внеску союзники мали великий шанс перемогти на суші та в морі й відбити вторгнення.

## Французька кампанія
10 травня 1940 року вермахт розпочав операцію за планом «Гельб» з одночасного вторгнення до Франції, Бельгії, Нідерландів та Люксембургу. На світанку цього дня 500 бомбардувальників Люфтваффе (невелика частина з 3868 літаків, які Герінг зібрав, щоб змагатися з 2600 літаками союзників, котрі за даними розвідки могли протистояти навалі) атакували низку цілей, включаючи транспортні вузли, залізничні станції, комунікаційні центри, аеродроми та аеропорти (47 — на півночі Франції, 15 — у Бельгії та 10 — у Нідерландах). Польська кампанія дала керівництву Люфтваффе кілька уроків. Цього разу знищення авіації противника, коли вона ще була на землі, вже не було можливим, хоча Альберт Кессельрінг (командувач 3-го повітряного флоту Рейху) сподівався, що це все одно зможе спрацювати проти бельгійців та голландців. Французька повітряна армія мала чисельність 1562 літаки, а британське Винищувальне командування посилювало французів своїми 680 літаками, тоді як Бомбардувальне командування надавало 392 літаки.

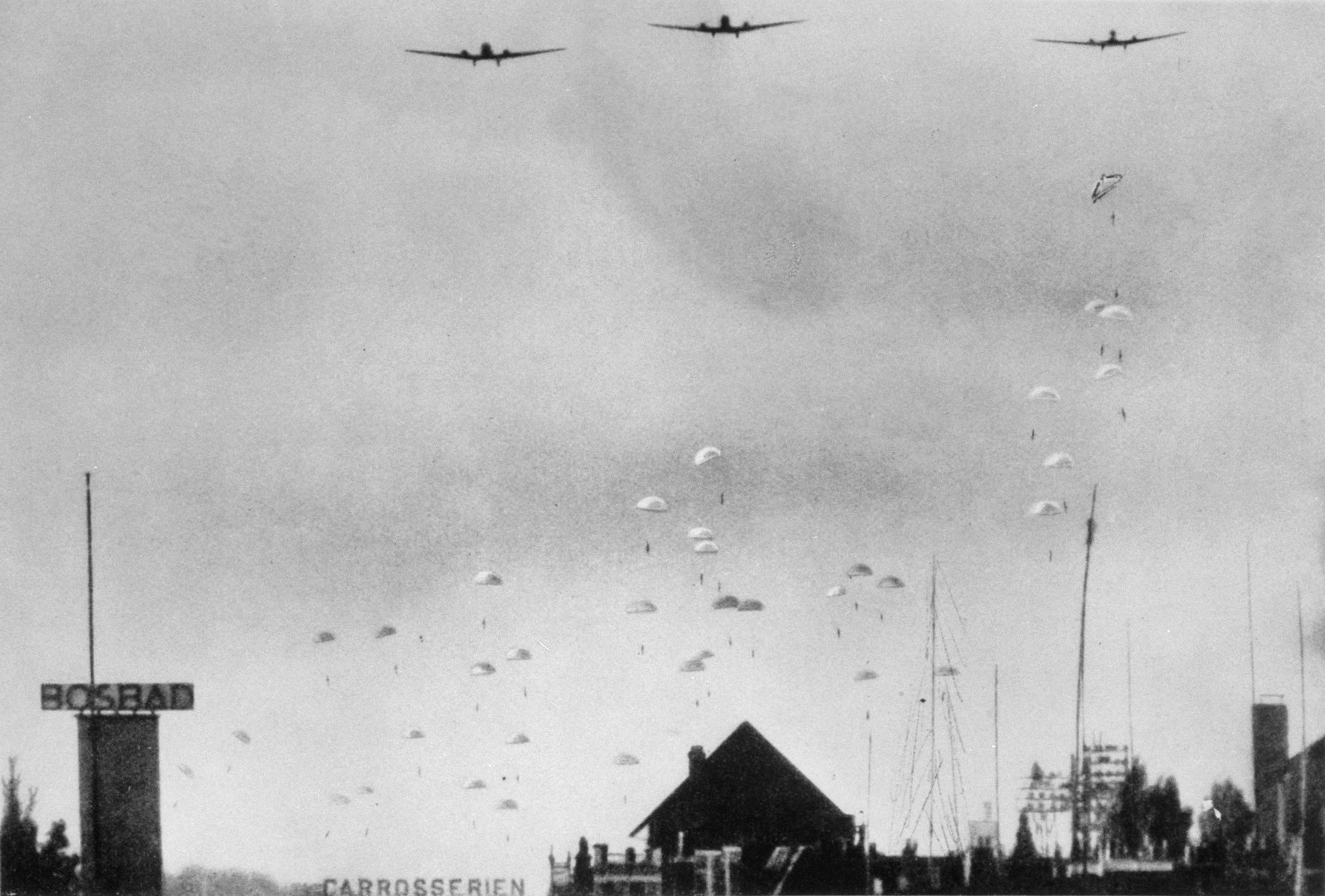
Висадка німецького повітряного десанту в Голландії. 10 травня 1940

Один з основних ударів завдавався силами групи армій «B» по Нідерландах та Бельгії: німці вірно передбачили, що в цьому випадку французькі та британські війська будуть просуватися до Бельгії, щоб зупинити прорив німецької армії та не допустити їхнього нападу на Францію з північного напрямку. Паралельно група армій «A» почала свій рух через Арденни та до 12 травня дійшла до Маасу, утворивши в такий спосіб для союзників величезний капкан. 13-14 травня німецькі війська, стрімко пройшовши південну частину Бельгії, вийшли на французько-бельгійський кордон. Оскільки більшість німецьких танкових дивізій завдавала удар через Арденни, вони швидко відрізали сили союзників на півночі Франції, залишивши решту країни беззахисною.
Протягом першого дня операцій німецька авіація вела боротьбу проти літаків противника (включаючи найсучасніші французькі винищувачі Dewoitine D.520 та Morane-Saulnier MS.406), і німецьким пілотам вдалося знищити 210 літаків противника (83 бельгійських, 62 голландських та 65 французьких), що гарантувало їм повітряну перевагу, якою швидко скористалися для досягнення переваги в небі над зоною проведення наступальної операцій. Але в цій кампанії основний акцент дій Люфтваффе полягав у тісній взаємодії та забезпеченні повітряної підтримки наземним ударним угрупованням.

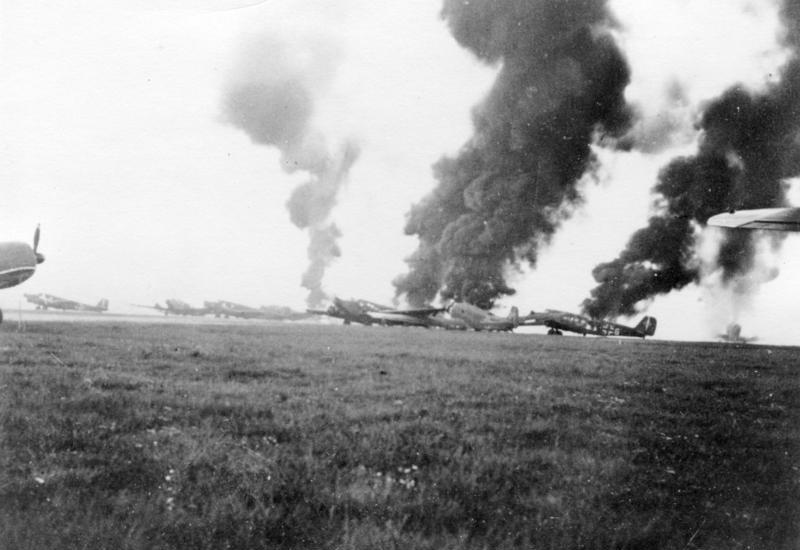
Палаючі німецькі транспортні літаки Ju 52 на аеродромі Роттердаму. 10 травня 1940

### Нідерланди
Німецька 18-та польова армія генерала артилерії Георга фон Кюхлера атакувала з боку німецько-голландського кордону, одночасно тисячі німецьких десантників розпочали висадку повітряного десанту поблизу міст Роттердам, Гаага, Мурдейк і Дордрехт. Ці німецькі війська застали голландських захисників зненацька, й їм вдалося захопити та зайняти мости на Рейні, Ваалі та Гаазькому аеропорту до прибуття головних сил сухопутних військ. Тим не менше, деякі труднощі, що виникли у Люфтваффе під час Норвезької кампанії, знову виникли в Голландії. Гаазькі аеродроми мали бути захоплені планерами та десантниками, але голландці сильно укріпили район і підготували перешкоди для перешкоджання спробам посадки ворожих літальних апаратів на їхні злітні смуги. До того ж, ґрунт у зонах висадки значною мірою був м'яким, що спричинило застрявання багатьох транспортних літаків у траві, й робило їх дуже вразливими для артилерійського вогню тамтешніх сил протидесантної оборони. Королівська авіація Британії здійснила швидке перегрупування до Нідерландів, запропонувавши свою підтримку голландським ПС у протистоянні з німцями. Разом з голландською зенітною артилерією британські льотчики завдали німецьким групам транспортної авіації значних втрат; загалом 125 Ju 52 було знищено та пошкоджено 47, що становило 50 % чисельності флоту.
Повітряні сили Бельгії (фр. Aéronautique militaire - AeMI) та Нідерландів (нід. Militaire Luchtvaart - ML) значно поступалися в плані техніки та чисельності. Голландські ПС в основному використовували біплани й мали лише 144 літаки, але, як і польська військова авіація, вони були добре розпорошені. Після перших днів операцій половина сил авіації Нідерландів була витрачена. За чотири дні спротиву асам Люфтваффе, голландські пілоти змогли збити лише кілька літаків противника.
14 травня голландці розпочали переговори про припинення вогню. 14 травня місто Роттердам піддалося інтенсивному бомбардуванню Люфтваффе. 15 травня Королівство Нідерланди офіційно капітулювало. Деякі голландські війська продовжували чинити опір у Зеландії, намагаючись у такий спосіб дати можливість французьким та британським військам евакуюватися з континенту.

### Бельгія
Набагато успішніше для Люфтваффе пройшла кампанія в Бельгії. Маючи на руках ретельні дані фоторозвідки, німецькі пілоти протягом перших 24 годин знищили 83 із 179 літаків «Aéronautique militaire». Бельгійські ПС встигли здійснити тільки 77 бойових вильоти, але мало вплинуло на перебіг повітряної кампанії. Вже в перші години вторгнення Люфтваффе здобуло повітряну перевагу над Нижніми країнами.
10 травня в результаті блискуче проведеної повітрянодесантної операції була здобута «неприступна», як вважалося фахівцями, бельгійська фортеця Ебен Емаель. Цю успішну операцію провели лише 85 десантників 7-ї дивізії німецьких парашутистів на чолі з оберлейтенантом Рудольфом Вітцігом на планерах DFS 230. Після прориву головних сил наземного угруповання від німецького 151-го піхотного полку, 11 травня 1200 бельгійських солдатів гарнізону фортеці здалися. 28 травня, незважаючи на допомогу Королівських ПС Великої Британії та Франції, Бельгія капітулювала. За перші дев'ять днів кампанії французькі втрати перевищили втрати інших ПС, і становили 420 літаків з усіляких причин. Британці втратить 203 літаки, у тому числі 128 на аеродромах.

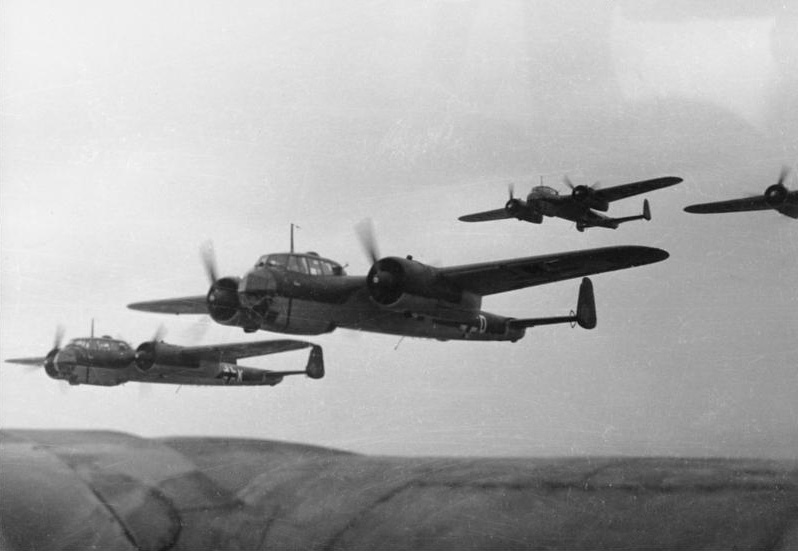
Німецькі швидкісні бомбардувальники Do 17 у небі над Францією. 1940

### ІІ фаза кампанії
До початку битви за Дюнкерк, намагаючись стримати німецький наступ, союзники активізували удари з повітря по наступаючим військам вермахту, втім ця спроба зазнала невдачі та призвела до великих втрат в авіації. Так, 14 травня 1940 року, в день, який Люфтваффе пізніше назвали «днем винищувачів», бомбардувальники союзників намагалися зупинити форсування вермахту через річку Маас, але недостатньо захищені вони зазнали жахливих втрат від винищувачів Люфтваффе. Понад 120 літаків Bf 109 знищили стільки ж французьких та британських літаків (90 з яких були бомбардувальниками) в ході одноденного бою.
Вже 16 травня становище французів на землі та в повітрі стало відчайдушним. Французькі керівники почали тиснути на британців, благаючи їх залучити до битви більше авіаційних груп винищувачів. Однак, командувач Винищувального командування британських ПС головний маршал повітряних сил Г'ю Даудінг відмовився, аргументуючи це тим, що якщо Франція впаде, британські винищувальні сили будуть сильно ослаблені й не зможуть протистояти атакам на Британію.

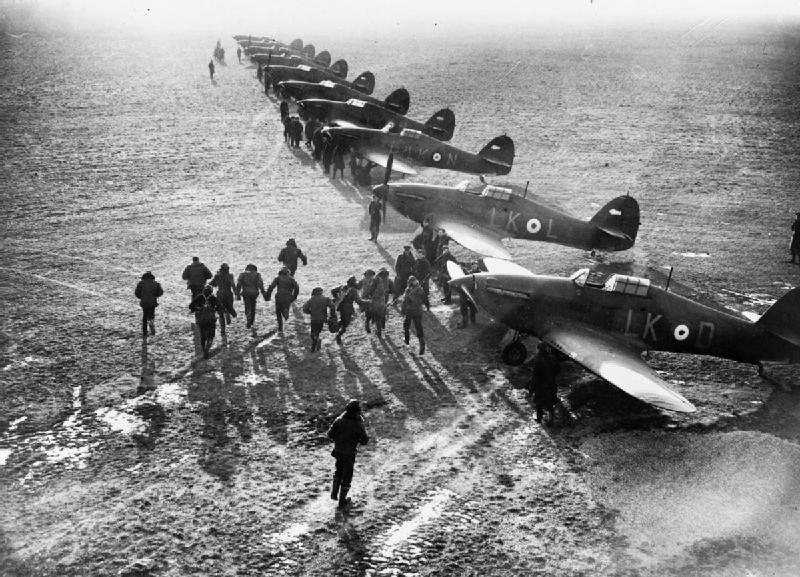
Британський винищувальний підрозділ Hawker Hurricane, що діяв у Франції в ході кампанії 1940 року

Найбільш значним оперативним провалом Люфтваффе під час Французької кампанії стала нездатність запобігти евакуації більшості британських експедиційних сил у травні — червні 1940 року з континенту до Англії. Після оточення британсько-французьких військ на дюнкерському плацдармі Люфтваффе було визначено завдання атакувати ворога, який уже розпочав відхід через Ла-Манш. Однак погані погодні умови запобігли повітряним ударам на ранніх етапах евакуації. Перший великий авіаудар відбувся лише 29 травня і посилювався протягом наступних трьох днів. У ці дні британсько-французькі війська, що скупчилися на пляжах Дюнкерка, постійно зазнавали авіаційних атак противника, що щоденно нараховували до 300 бомбардувальників і 500 винищувачів. Для захисту союзників з повітря активно діяли британські винищувачі Supermarine Spitfire, котрі злітали з аеродромів на півдні Англії. Після боїв на плацдармі союзники нарахували втрату 243 кораблів, у тому числі 8 есмінців та 8 транспортних суден, а також 106 винищувачів та 77 бомбардувальників.

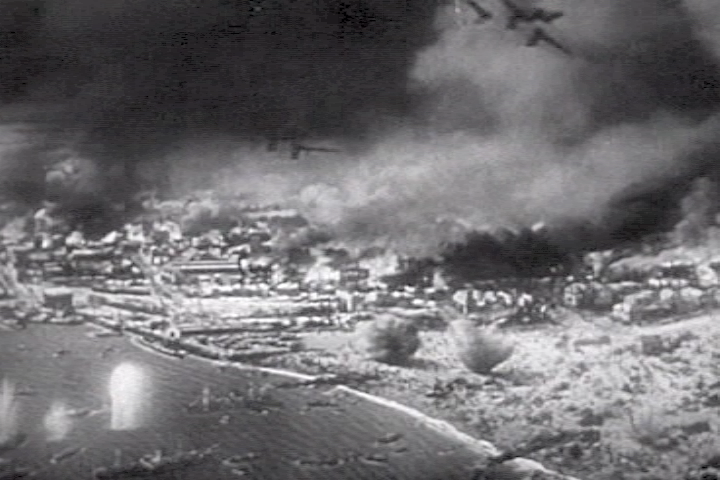
Дюнкерський плацдарм під ударами німецької авіації. Травень 1940

Під час битви за Дюнкерк Люфтваффе здійснило 1882 бойових вильоти бомбардувальної авіації та 1 997 винищувальної. Німецькі втрати під Дюнкерком становили лише 2 % їхніх втрат під час кампанії, менше 100 літаків. Водночас, британські втрати склали 6 % від їх загальних втрат під час Французької кампанії, включаючи 60 дорогоцінних пілотів-винищувачів.
Другою та останньою фазою німецького плану стала наступальна операція за планом «Рот». Авіація Герінга підтримувала наземні війська, які швидко наступали на південь Франції. Однієї з наймасштабніших повітряних операцій стала операція «Паула», хоча для німців вона завершилася нульовим результатом. Протистояння в повітрі, значне на початку кампанії, фактично зникло. Французька авіація по-суті припинила своє існування й була в основному відсутня у французькому небі. Близько 1000 літаків було знищено та захоплено на аеродромах навколо Парижу після падіння міста 14 червня.
На початку другої, завершальної фази битви за Францію, французька авіаційна промисловість досягла значного обсягу виробництва і довела чисельність свого повітряного компоненту до майже 2000 літаків. Однак хронічний брак деталей звела нанівець цей промисловий подвиг. Лише 29 % (599) літаків були справними, з них 170 — бомбардувальники, з яких усі значно поступалися німецьким і були дуже вразливі для винищувальних формувань Люфтваффе, озброєних Bf 109E.

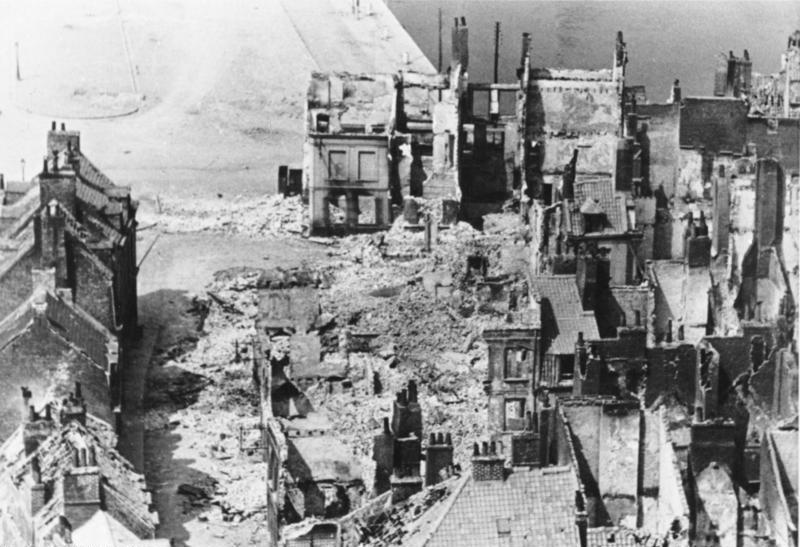
Французький порт Кале, постраждалий від ударів німецької авіації. Травень 1940

Французькі сухопутні війська, що після Дюнкерка лишилися наодинці протистояти гітлерівцям, практично не мали авіаційного прикриття. В результаті Люфтваффе змогли дозволити великим з'єднанням своїх «Штук» і бомбардувальникам працювати без супроводження, а винищувачі могли вільно оперувати в повітрі, ліквідуючи будь-які спроби авіації противника піднятися у небо.
Під час проведення операцій бліцкригу за планами «Гельб» та «Рот», як і в Польщі, серед літаків Люфтваффе відзначилися саме «Штуки», ставши одним з найвідоміших символів гітлерівської агресії. «Штуки» спричинили важких втрат морським та наземним військам військам союзників. Їхня здатність уражати цілі з неймовірною точністю в поєднанні із голосним верещанням сирен стали психологічними бичем для солдатів союзників. Хоча Ju 87 був легко озброєним, повільним і погано маневреним, Люфтваффе змогли швидко завоювали перевагу в повітрі і «Штуки» діяли практично безперешкодно, сіючи паніку та жах серед військ противника. Їх вважали «літаючою артилерією», і ці пікіруючі бомбардувальники діяли за викликом командирів німецьких танкових дивізій, нищачи осередки опору вздовж напрямків головного удару в ході нестримного наступу вермахту. Понад 120 «Штук» було знищено або пошкоджено під час Французької кампанії (переважно внаслідок наземного вогню), що становило майже третину від загального складу літаків цієї марки.
За час Французької кампанії, французи втратили 1274 літаки, британці зазнали втрат 959 (477 винищувачів) літаків. Битва за Францію коштувала Люфтваффе 28 % сил повітряного флоту, близько 1428 літаків було знищено, ще 488 було пошкоджено. У підсумку понад 36 % від загальних сил Люфтваффе зазнали негативних наслідків. Люфтваффе все ще мало загальний резервний склад у 10 000 пілотів, який знадобиться в битві на виснаження, яка відбулася незабаром над Британськими островами.

## Битва за Британію

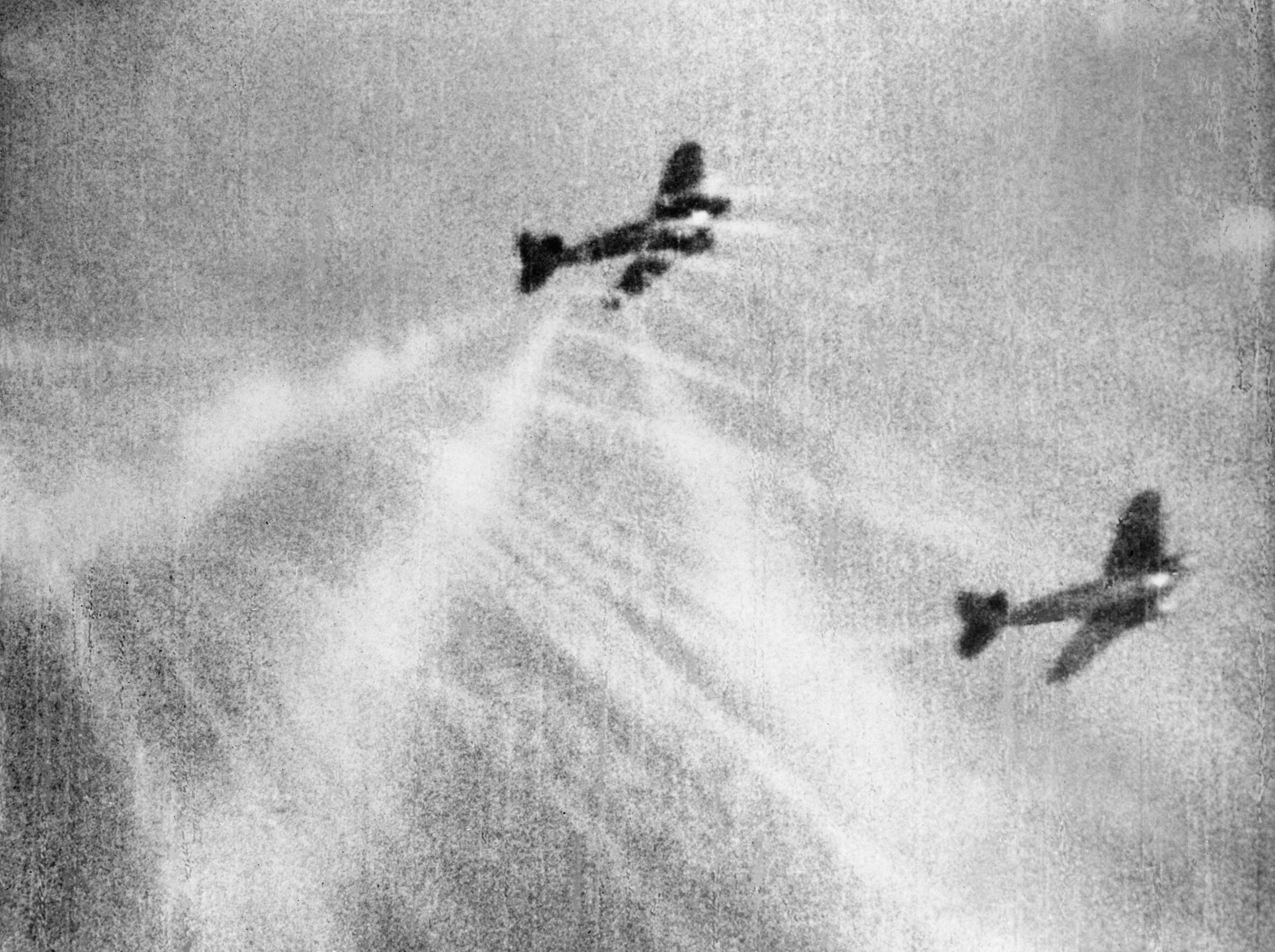
Світлина фотокулемету, на якій показаний епізод ураження британським винищувачем Supermarine Spitfire німецького бомбардувальника Heinkel He 111 в небі над Англією. Битва за Британію

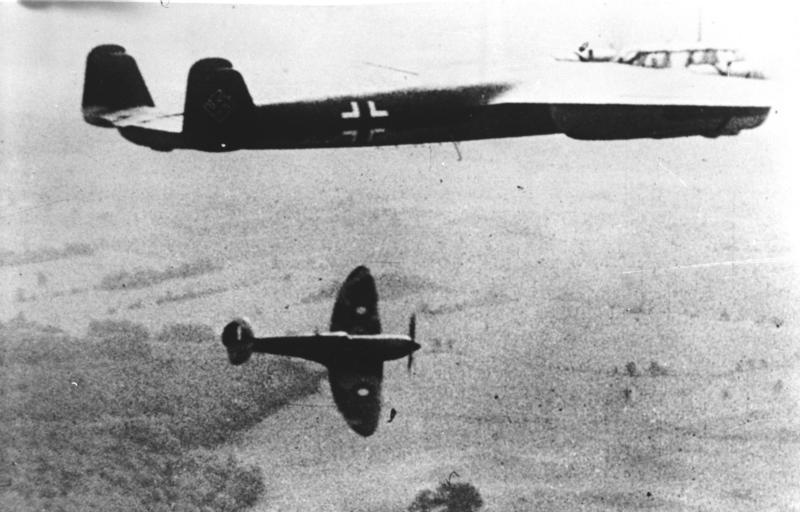
Dornier Do 17 і Spitfire зійшлися в повітряному двобію. Битва за Британію

Після успішного завершення кампанії у Франції, і як передумова операції «Морський лев», з вторгнення до Великої Британії, Адольфом Гітлером було визначено стратегічне завдання з розгрому британських Королівських ПС. Попередні успіхи призвели до того, що Герінг став надмірно впевненим у своїх силах, і похвалився, що британська авіація буде розгромлена за лічені дні.
Протягом попередніх кампаній формування Люфтваффе діяли в основному, як тактична авіація для підтримки сухопутних військ на полі бою, і здобули неабиякого успіху в реалізації завдань під час боїв у Польщі, Норвегії, Франції тощо. Однак у битві за Британію повітряна армада Герінга мала діяти самостійно, як стратегічна складова вермахту, фактично без будь-якої підтримки з боку флоту та сухопутних військ. Втім для реалізації цієї нової місії Люфтваффе ніколи не готувалися: німцям бракувало стратегічних бомбардувальників і винищувачів далекого радіусу дії, необхідних для початку стратегічної бомбардувальної кампанії. Тому першим завданням для Люфтваффе було захоплення панування в повітрі над південно-східною Англією, і забезпечення надійного прикриття для флоту вторгнення.
Для виконання плану повітряної наступальної операції ОКЛ залучило три повітряні флоти. 2-й повітряний флот під командуванням генерал-фельдмаршала Альберта Кессельрінга був виділений для цілей на південному заході та в районі Лондона. 3-й повітряний флот під командуванням генерал-фельдмаршала Гуго Шперрле зосередився на Західному Мідленді та північному заході Англії. 5-й повітряний флот на чолі з генерал-полковником Гансом-Юргеном Штумпфом, що базувався в Норвегії, зосереджував свої основні зусилля на цілях на півночі Англії та в Шотландії. Рейди на Північ стали згубними для німецької авіації, і німці більше ніколи не робили спроб проведення масштабних нальотів на північну частину Англії.
На початок липня німецьке командування зосередило близько 2800 літаків, у тому числі 1300 бомбардувальників Heinkel He 111, Junkers Ju 88 та Dornier Do 17, 280 пікіруючих бомбардувальників Junkers Ju 87, 790 винищувачів Messerschmitt Bf 109, 260 важких винищувачів Messerschmitt Bf 110, 170 розвідувальних літаків тощо. З цього загалу лише половина була готова негайно вступити в бій. Німецькі екіпажі мали більше оперативного досвіду, проте баланс сил схилявся на бік. Bf 109E був трохи кращим за загальними показниками, ніж Hawker Hurricane, однак Bf 109 і Supermarine Spitfire були практично на одному рівні. Bf 109 був швидшим на великій висоті, однак Spitfire мав перевагу у діях на середній висоті. «Мессершмітт» мав потужніший комплект озброєння, що включав дві 20-мм гармати MG FF. Перевагою, яку мав Bf 109, було також система впорскування палива, що дозволяло німецькому винищувачу виконувати складні маневри, без падіння потужності роботи двигуна. «Харрікейн» та «Спітфайр» не мали такої можливості. Двомоторні важкі винищувачі Messerschmitt Bf 110 продемонстрували хороші показники під час бойових дій на Європейському континенті. Цей літак був добре озброєний і мав необхідну дальність для супроводу німецьких бомбардувальників до ключових цілей на ворожій території — дальність, яку Bf 109 не мав. Незважаючи на те, що він був важким винищувачем, він не мав того рівня маневреності та спритності, який мали два британські винищувачі, що робило його вразливим. В рейдах на південну частину Англії спочатку німецьке командування активно залучало ефективні за попередніми боями пікіруючі бомбардувальники «Штука», але в цих обставинах вони давали слабкі результати, багато з них були збиті британськими винищувачами. Тому їх довелося відкликати з битви.
У свою чергу британці могли протипоставити противникові 347 винищувачів «Харрікейн», 199 «Спітфайр», 69 нічних винищувачів «Бленхейм» і 25 «Дефайент», половина з яких була розосереджена по південних аеродромах острова. Основні повітряні бази Біггін-Гілл, Кенлі, Кройдон, Горнчерч, Менстон і Тангмере утворили оборонне кільце навколо Лондона та естуарію річки Темзи. Дуже важливим фактором, який вплинув на битву за Британію, було також існування мережі радіолокаційних станцій, що розташовувалися по східному та південному узбережжю Англії, й які змогли завчасно виявляти нальоти повітряної армади Люфтваффе з відстані майже 160 км.
На початковому етапі битви, яка відбувалася протягом липня і початку серпня, німці запроваджували тактику спрямування невеликих груп бомбардувальників, що діяли вдень і вночі, проти вибраних стратегічних цілей (мости, аеродроми, військові казарми), тоді як більші групи у супроводі важких винищувачів атакували колони кораблів у Ла-Манші. За шість тижнів після 1 липня 1940 року Люфтваффе здійснили близько 3000 бомбардувальних нальотів, застосувавши близько 1900 тонн авіаційних бомб. Однак, хоча було затоплено суден сумарною водотоннажністю близько 70 000 тонн, це коштувало німцям 279 літаків проти лише 142 літаків Королівських ПС. Спочатку британські винищувачі здійснювали повітряне патрулювання конвоїв і отримували наказ не воювати з ворожими винищувачами, якщо це не є абсолютно необхідним, тактика, що вимушено застосовувалася через дефіцит повітряних ресурсів, якими британська армія мала у своєму розпорядженні. Хоча німці в цілому втрачали більше літаків, ніж британці, Bf 109 мали перевагу над британськими винищувачами, оскільки літали у широких бойових порядках з чотирьох (Schwarm) і двох (Rotte) літаків. Ця тактика була вже випробувана у попередніх битвах в Іспанії й вдосконалена у повітряних боях над Європою, тоді як винищувачі Королівських ПС літали в щільних бойових порядках з трьох літаків: британські пілоти зазвичай були настільки заклопотані підтримкою порядку формування, що не могли впоратися з наближенням Bf 109.
У серпні 1940 року британська військова авіація була фактично розгромлена. 1 серпня Гітлер видав головнокомандувачу Люфтваффе рейхсмаршалу Герману Герінгу та верховному командуванню Люфтваффе директиву № 17 про початок стратегічного повітряного наступу, якою визначалося головне завдання німецькій авіації — Королівські ПС повинні бути повністю знищені. Для досягнення цієї мети Люфтваффе започаткували план операцію «Адлертаг» (укр. Орлина атака). Згідно з цим планом, гітлерівська винищувальна, штурмова та бомбардувальна авіація, яка базувалася на аеродромах в окупованих Нідерландах та Франції, виділяла наступні п'ять днів на проведення інтенсивних ударів, зосереджуючи головні зусилля проти літаків, аеродромів, радіолокаційних станцій та інших наземних цілей в Англії. На цей момент три повітряні флоти Герінга мали сукупно 3 196 літаків, тоді як британці могли розраховувати лише на 2 500.
8 серпня німці розпочали основну фазу наступу на британські авіаційні бази та інші об'єкти інфраструктури Королівських ПС. Бомбардувальні ескадри у супроводі винищувачів Messerschmitt Bf 109 атакували цілі, такі як аеродроми, центри управління польотом та радіолокаційні станції. Багато в чому Bf 109 перевершували «Харрікейні», і тому, коли це було можливо, авіадиспетчери просили, щоб «Спітфайри» протистояли німецьким винищувачам, тоді як «Харрікейні» концентрувалися на протидії бомбардувальникам. Bf 109 перетнули Ла-Манш на висоті понад 9 тис. метрів, далеко над бомбардувальними формаціями, намагаючись втягнути «Харрікейни» та «Спітфайри» у бій на великій висоті — області, де німецькі винищувачі, безсумнівно, перевершували. Однак британці знали, що найголовніше — це атакувати бомбардувальники, і часто ігнорували ескортні підрозділи противника, так що німецькі винищувальні ескадрильї були змушені спуститися до рівня бомбардувальників. У цій ситуації Bf 109 почав зазнавати подвійного тиску. Позбавлені переваг дій у повітрі, яку вони мали на великій висоті, вони могли лише чекати прибуття британських винищувачів та вибору моменту атаки та форми бою. Крім того, Bf 109 також зазнали певних проблем на технічному рівні: через несумісність радіочастот винищувачі не мали можливості спілкуватися з бомбардувальниками, яких вони повинні були супроводжувати, і не могли залишатися з ними протягом усієї атаки. Через 30 хвилин польоту над британською землею показники рівня палива показали, що пора повертатися назад; це змушувало німців пролетіти якомога нижче над ворожими водами Ла-Маншу. Багато хто цього не зробив, бачачи, як їхні літаки ковзали в останні хвилини перед тим, як врізатися у хвилі після того, як їхні паливні баки стали порожніми або через ті пошкодження, які зазнали під час боїв. Інші були змушені здійснити вимушені посадки на пляжі французького узбережжя з повністю порожніми баками.

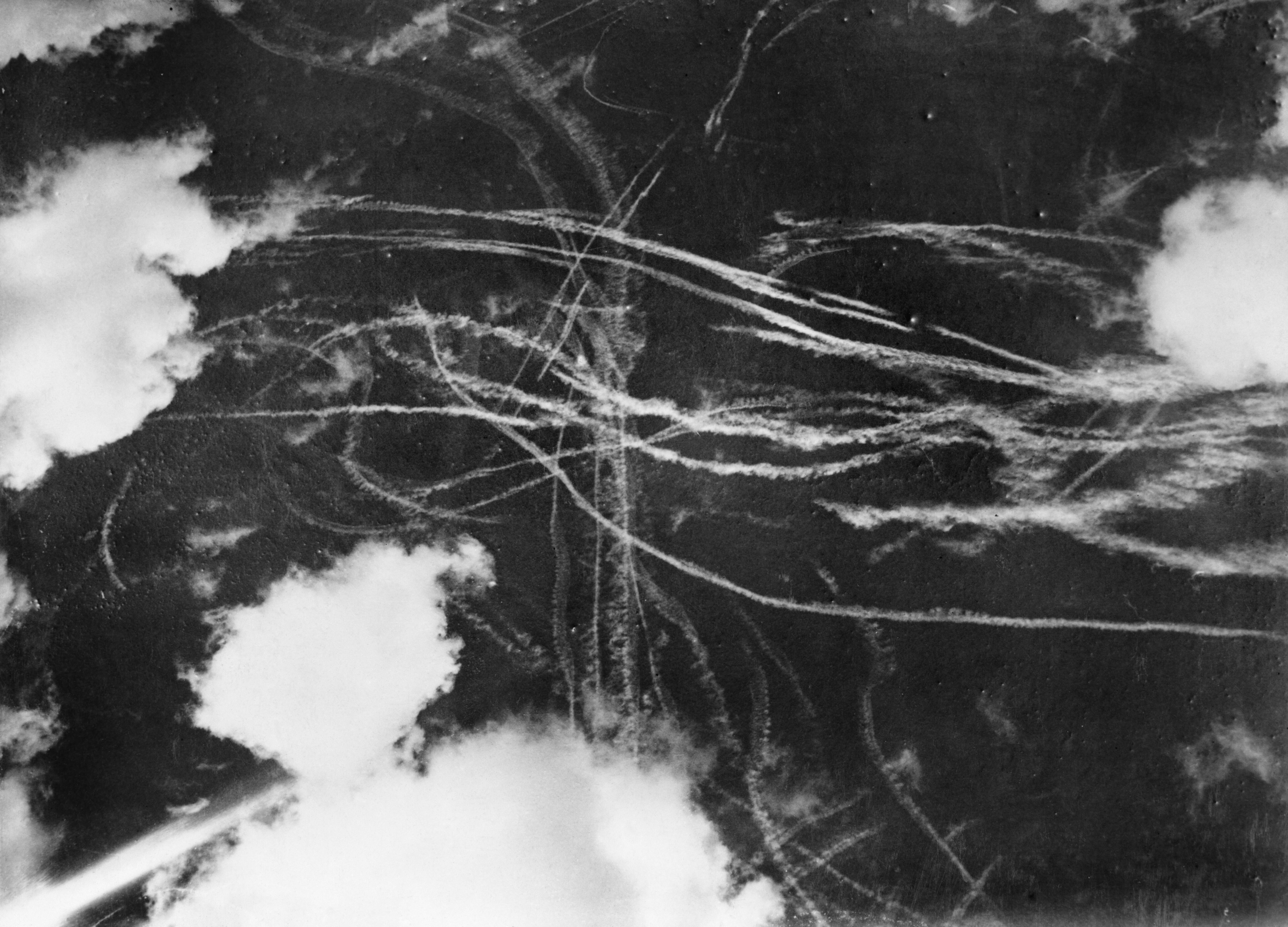
Повітряний бій між німецькими та британськими літаками. Битва за Британію

15 серпня 1940 року о 10 годині ранку 72 бомбардувальники Heinkel He 111H-1 KG 26 розпочали одночасну багатопланову атаку на авіабази Дішфорт, Усворт і Мідлсбро, а Ньюкасл і Сандерленд були необов'язковими цілями. Через навігаційні помилки німці потрапили в засідку, коли вони наразилися на британське винищувальне формування, що складалося з чотирьох ескадрилей «Харрікейн» і «Спітфайр». Без літаків, які їх супроводжували, He 111 стали легкими мішенями для британців. Крім того, ще одна бомбардувальна ескадра — теж без супроводу — у складі 50 бомбардувальників Junkers Ju 88 зіткнулася з подібною ситуацією, коли дві британські винищувальні ескадрильї збили всю німецьку авіацію. Наприкінці цього дня Люфтваффе втратило 79 літаків, а Королівські ПС — лише 34.
О 4:45 ранку 31 серпня 1940 року понад 100 німецьких літаків летіли до Істчерча і бомбили Детлінг; через деякий час після світанку в Даксфорді, Норт-Уельді та Дебдені відбулася чергова серія атак з повітря. Британські винищувачі майже відразу пішли в бік німецького формування і все ж змогли «помститися» за атаку на Даксфорд, проте Дебден був жорстоко атакований запалювальними та фугасними бомбами. Все-таки найгірший день ще мав настати; близько полудня британські пілоти виявили два великі формування бомбардувальників Люфтваффе у супроводі потужного ескортного супроводження Bf 109 і Bf 110. За долю хвилини небо стало величезною зоною бойових дій із кількома боями, в якому німецькі винищувачі змагалися зі «Харрікейнами» і «Спітфайрами» Винищувального командування британців.
До цього часу британська система протиповітряної оборони вже спричинила значного збитку Люфтваффе, не даючи німецьким бомбардувальникам досягти своїх цілей — баз у Кройдон, Біггін-Гілл та Горнчерч. Незважаючи на те, що британці втратили лише 39 винищувачів, у порівнянні з 41 втраченим літаком Люфтваффе, німецька авіація продовжувала чинити тиск на аеродроми та систему зв'язку RAF, роблячи ситуацію відчайдушною для британців. Королівські ПС застосували свої останні резерви, до яких входили переважно пілоти, котрі мали лише кілька годин льотної підготовки. Пізніше британський маршал повітряних сил Роберт Саундбі дійшов висновку, що

| «якби німці продовжували цю тактику ще два тижні, то результат був би згубним для Винищувального командування» Оригінальний текст (англ.) «had the Germans persisted in their policy for another fortnight the result would have been disastrous for Fighter Command» |
Саундбі також посилався на стрес, який впливав на винищувальні підрозділи, в тому сенсі, що

| «найбільш постраждалі ескадрильї були відправлені у спокійні секторі на Північ для відновлення боєздатності, проте дуже швидко вони були змушені повернутися назад на Південний Схід» Оригінальний текст (англ.) «The worst hit Squadrons were sent north to quieter sectors to recuperate, but all too soon 'rested' squadrons would have to return to the South East» |
Під час боїв у небі над Британією почали з'являтися аси-герої авіації, такі як Гельмут Вік (42 перемоги під час боїв), Вальтер Езау (38), Адольф Галланд (37), Вернер Мьольдерс (30), Герман-Фрідріх Йоппін (25), Герберт Ілефельд (24) та інші. У період з 19 серпня по 6 вересня пілоти Люфтваффе виконували по тисячі місій щодня, майже довівши британську авіацію до точки перелому: до кінця цього періоду британці втратили 273 винищувачі, не маючи можливості їх чимось замінити, це по-суті ознаменувало початок кінця для Королівських Повітряних сил.
Коли для Королівських Повітряних сил все здавалося втраченим, вищі німецькі структури вирішили кардинально змінити мету операцій. 24 серпня, коли німецькі удари продовжували зосереджуватися на аеродромах Винищувального командування RAF, один німецький бомбардувальник, який прямував до нафтових установок в естуарії Темзи, збився з маршруту і скинув свої бомби в передмісті Лондона. На помсту британський прем'єр-міністр Вінстон Черчилль наказав своїй авіації провести бомбардування Берліна. Зі свого боку Гітлер наказав Герінгу змінити свої цілі: замість того, щоб знищувати авіацію противника, наразі німецькі пілоти повинні були атакувати міста Великої Британії, а до того часу Люфтваффе повністю зосереджувалося на військових цілях.
Рано вдень 7 вересня ця зміна сталася, німці атакували східні райони Лондона. Ця зміна стала каталізатором повороту рівноваги на користь британців, оскільки Люфтваффе послабили тиск на британську винищувальну авіацію, отже командування Повітряних сил вдалося скористатися часом і «відпочити», щоб реорганізувати і відновити свої сили, поповнити матеріальні засоби та підготувати льотний складу. Крім того, втрати Люфтваффе почали ставати занадто великими: 7 вересня при проведенні потужного авіанальоту, де були задіяні 650 бомбардувальників та 1000 винищувачів, втрати склали 36 літаків.
15 вересня 1940 року Герінг направив майже 1000 літаків проти Лондона, при цьому втрати становили вже 175 літаків, знищених або пошкоджених у ході денних боїв. 17 вересня 1940 року Гітлер відклав вторгнення. Люфтваффе перейшли до кампанії терористичних ударів по британських містах, яка тривала до весни 1941 року, коли більшість бомбардувальних ескадр почала передислокацію до Східної Європи, для підготовки до вторгнення в СРСР. Авіаційні рейди гітлерівців часто завдавали вражаючих збитків, але спричиняли мало шкоди британському військовому потенціалу. 13 жовтня 1940 року Гітлер вчергове відклав вторгнення на Британські острови на весну 1941 року. Але 18 грудня 1940 року Гітлер видав Директиву № 21, розпочавши безпосередню підготовку до нападу на СРСР, фактично скасувавши вторгнення. Хоча переможені Люфтваффе залишалися грізною силою: як дійшов висновку Вінстон Черчилль, «це був не початок кінця, а кінець початку».
Навіть не вигравши битви в небі над Англією, Люфтваффе продовжували терор проти мирного населення. У ніч з 14 на 15 листопада 439 німецьких бомбардувальників, оснащених приладами нічної навігації, скинули 500 тонн фугасних та 30 000 запальних бомб на місто Ковентрі, внаслідок чого загинуло 568 людей та було зруйновано або пошкоджено близько 60 000 будівель. До Різдва Бірмінгем, Шеффілд, Ліверпуль і Манчестер відчували лють Люфтваффе, причому Лондон у ніч на 29/30 грудня 1940 року також зазнав масованого нападу німецької авіації.
Битва за Британію обійшлася Люфтваффе у 873 винищувачі і 1014 бомбардувальники. Королівські Повітряні сили втратили 1023 винищувачі. Ніколи більше Люфтваффе не діяв у такій кількості над Британією. Генерал Вернер Крайпе описав це як «стратегічний (Люфтваффе) провал» і «переломний момент у Другій світовій війні». Німецькі ПС були описані як «знекровлені майже до смерті і зазнали збитків, які ніколи не могли бути відновлені протягом решти війни». Історики стверджують, що поразка Люфтваффе під час битви за Британію була найбільш значним фактором для спричинення занепаду авіації Гітлера.

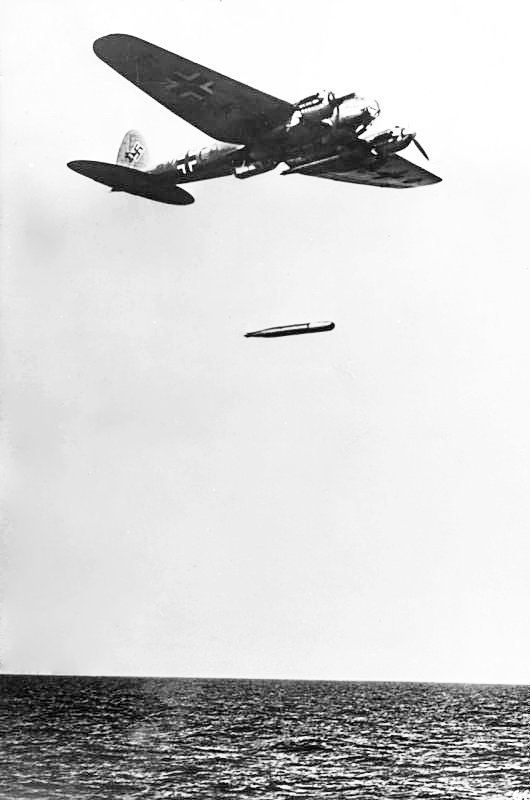
Скидання авіаційної торпеди з літака He 111. Жовтень 1941

## Битва за Атлантику
З літа 1940 року, після перемог у Західній Європі та Скандинавії, Крігсмаріне почав розширювати ареал свого активного застосування у Північному морі та Атлантичному океані, намагаючись утворити щільну морську блокаду проти Британських островів. У лютому 1941 року Гітлер наказав Верховному командуванню Люфтваффе створити Авіаційне командування «Атлантик» (нім. Fliegerführer Atlantik) підпорядкованого командуванню військово-морських сил, основною функцією якого було б підтримка операцій кораблів та підводних човнів німецького флоту. Нове авіаційне командування на чолі з генералом Мартіном Гарлінгхаузеном підпорядковувалося 3-му повітряному флоту Гуго Шперрле, одночасно перебуваючи в оперативному підпорядкуванні Люфтваффе і зоною свого застосування мало Атлантичний океан, Ла-Манш та Ірландське море.
Головною ударною силою авіаційного командування «Атлантик» були частини IV авіаційного корпусу, завдяки яким командування досягло значних успіхів у 1941 році, спричинивши великого збитку британському морському судноплавству. Британський прем'єр-міністр Вінстон Черчилль назвав «флагерфюрер» «Атлантик» «та його головний літак» «Фокке-Вульф» Fw 200 «бичем Атлантики». Втім до кінця 1941 року британські та інших союзників контрзаходи мінімізували шанси німецьких літаків великої дальності на успіх. Протягом 1942 та 1943 років бої над Атлантикою посилилися, і командування постійно вимагало більше літаків та екіпажів, однак, враховуючи те, що Люфтваффе вела бої на декількох фронтах, німецькі ПС не могли дозволити собі витратити свої ресурси в операціях в Атлантиці. У 1944 року авіаційне командування «Атлантик» діяло як захисний щит, забезпечуючи повітряне прикриття діям підводних човнів у Біскайській затоці проти Берегового командування ПС, однак із плином часу німецькі сили перестали бути ефективними. Під час вторгнення до Нормандії німецька морська авіація провела кілька атак на союзників, які втім не мали жодного ефекту. У вересні 1944 року командування «Атлантик» було розформоване після краху німецького фронту у Франції.

## Середземномор'я, Північна Африка та Близький Схід

### Близькосхідний ТВД
У травні 1941 року Люфтваффе заснували повітряне командування «Ірак» (нім. Fliegerführer Irak) на чолі з генералом авіації Гансом Єшоннеком, призначене для підтримки повстанців Рашида аль-Гайлані в англо-іракській війни. Командування складалося з ескадрильї бомбардувальників He 111 (4./KG 4), ескадрильї важких винищувачів Bf 110 (4./ZG 76) та 12 транспортних літаків, зокрема кількох Junkers Ju 90. У 10-денному протистоянні німецький лейтенант Мартін Древес збив два літаки. З боку союзників опору німецької активності в повітрі фактично не було, і експедиційна група зосередилася на підтримці сухопутних військ. 26 травня, після кількох днів операцій, у Люфтваффе не лишилося жодного боєготового Bf 110.

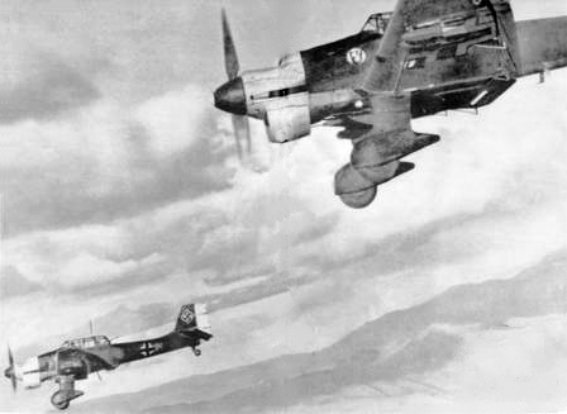
Атака Ju 87B. Балканська кампанія

У Північній Африці та Середземномор'ї формування Люфтваффе в основному діяли на підтримку наземних операцій, які проводилися «Африканським корпусом» генерала Ервіна Роммеля, котрий воював у Північній Африці з лютого 1941 по травень 1943 року.

### Балканська кампанія
Вторгнення Муссоліні до Греції в жовтні 1940 року та наступ італійських військ проти британців в Єгипті стали цілковитою катастрофою для італійської армії до того як війська Роммеля висадилися на Африканському континенті. Британська армія відкинула італійські війська назад у Лівію, і тепер, здавалося, готові взагалі розгромити їх в Африці і в такий спосіб закрити цей театр воєнних дій. На Балканах грецька армія також відтіснила італійців до окупованої Італією Албанії, і, хоча греки вагалися просити британських військ, побоюючись втручання Німеччини, кілька британських ескадрилей брали участь в операціях проти військ Муссоліні. Гітлера розлютило те, що британці зараз виявилися на разючій відстані від життєво важливих румунських нафтових родовищ Плоєшті. В результаті німці вимушено відклали свій напад на СРСР з 15 травня 1941 року на 22 червня, щоб забезпечити свій південно-східний фланг. Німеччина розпочала підготовку до операції «Маріта» — вторгнення до Греції через Болгарію.
На цей момент відмова Югославії приєднатися до країн Осі викликала гнів Гітлера. Уряд Югославії під керівництвом регента Павла спочатку висловився за приєднання до Німеччини. Але в ніч на 27 березня 1941 група офіцерів Королівських ПС на чолі з командувачем генералом Симовичем здійснили державний переворот, поваливши Павла, і проголосивши королем 17-річного Петра II. У відповідь на це Гітлер наказав провести операцію «Ауфмарш 25» з вторгненню в Югославію.
6 квітня 1941 року з нальоту 150 бомбардувальників за потужного прикриття винищувачів розпочалося вторгнення вермахту на Королівство. Основною метою був центр Белграда, де знаходилися найважливіші державні установи. Югославська авіація намагалася дати відсіч, збивши два німецькі літаки, і втративши 20 своїх машин у повітрі і 44 на аеродромах. Під час бомбардування Белграда центр столиці Югославії був зруйнований, а 15 000 людей були вбиті та стали безхатченками.

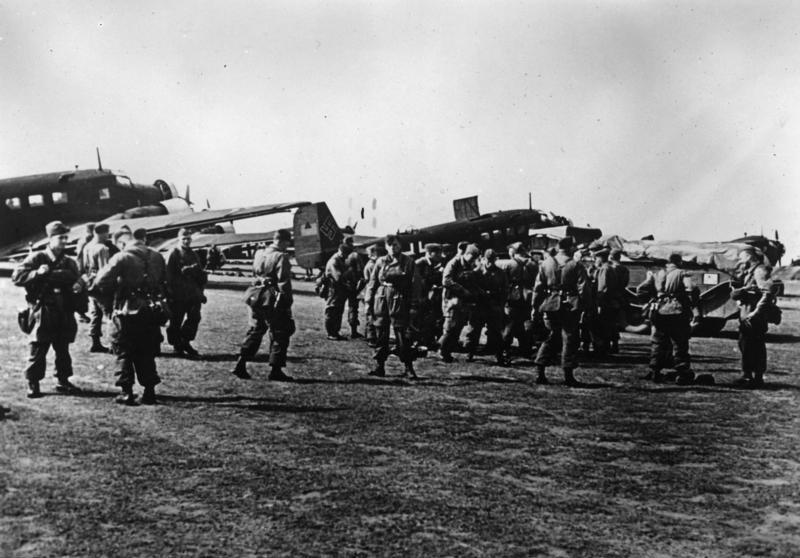
Перед висадкою на Коринфський канал. Операція «Маріта»

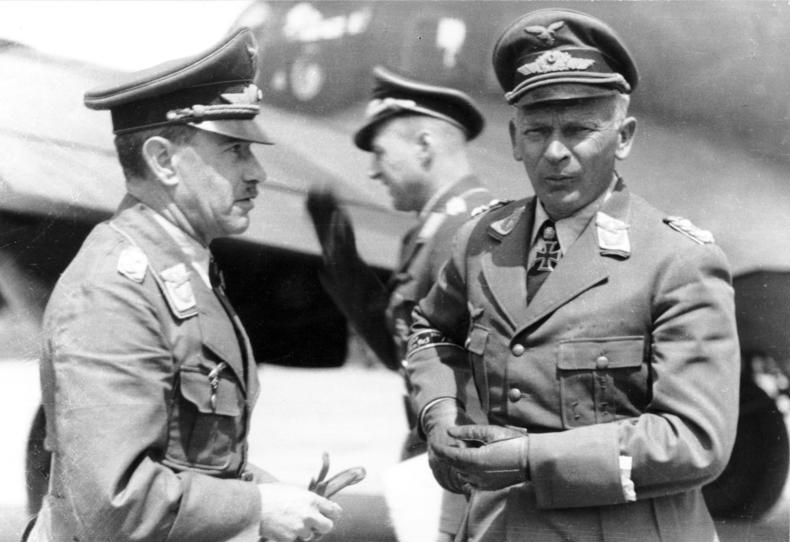
Німецькі генерали Люфтваффе: Лер та фон Ріхтгофен

Одночасний напад на Грецію також мав успіх. У першу ніч літаки Junkers Ju 88 під командуванням Гайо Геррманна атакували найбільший морський порт країни Пірей поблизу столиці Афін. Одна німецька бомба влучила в судно з боєприпасами «Клан Фрейзер» з 200 тоннами тринітротолуола, пришвартований до одного з доків, де відбувалося вивантаження; внаслідок вибуху вибухівки на судні був практично повністю зруйнував грецький порт. В результаті цієї атаки британські та грецькі війська позбавилися єдиної бухти, обладнаної для вивантаження запасів. За тактичної підтримки літаків Люфтваффе німецькі війська швидко просувалися Грецією і через два дні увійшли до Салонік. Одна за одною оборонні лінії були зруйновані, і позиції союзників у Греції стали дуже швидко нестійкими. 24 квітня, коли британські війська вели битву проти німців, щоб затримати їх, перших людей експедиційних військ почали евакуювали морем. Через три дні загарбники увійшли в Афіни, а 28 квітня, лише через три тижні після початку кампанії, останні британські війська в Греції здалися в полон.
Люфтваффе забезпечило безцінну повітряну підтримку під час стрімкої перемоги на Балканах. Авіація Герінга швидко здобула абсолютну повітряну перевагу, дозволивши німецькій армії завоювати Югославію та Грецію лише за три тижні (з 6 по 30 квітня 1941 року). Під час цих кампаній Ju 87 «Штуки» знову повернулися у свої стихію. Зазнавши значних втрат під час битви за Британію, командування Люфтваффе зрозуміло, що її складові доволі вразливі проти добре організованої та рішучої протиповітряної оборони. У югославських ПС цих компонентів не було, і як наслідок «Штуки» змогли ефективно діяти, не побоючись протидії ППО противника. Саме «Штуки» завдали величезних збитків югославським сухопутним і морським силам, включаючи знищення більшості торпедних катерів та потоплення 1870-тонного гідроавіаносця «Змай». Під час дуже короткої кампанії в Югославії Люфтваффе вели бої проти югославські Do 17 і Bf 109, на які югослави мали ліцензію. Але більшість із них були знищені або захоплені.

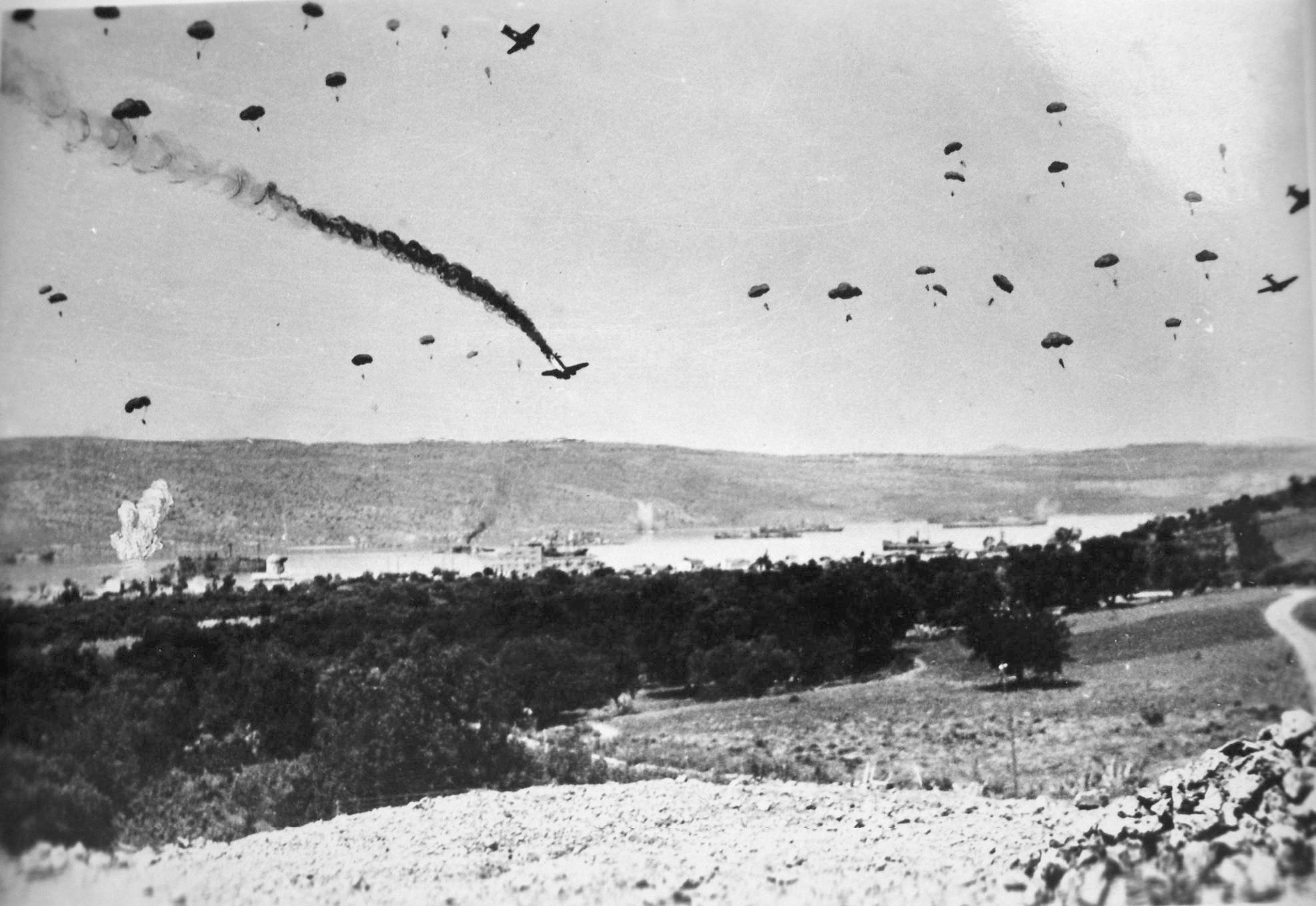
Десантування німецького повітряного десанту на Крит. 20 травня 1941

Наступ продовжився на Грецію, де Люфтваффе фактично знищили грецький та британський спротив у повітрі, хоча багато опорних пунктів на землі, таких як Форт Істібей та інші частини лінії Метаксаса, кілька днів протрималися під невпинними повітряними ударами.

#### Операція «Меркурій»
До того, як Греція була завойована, Нацистська Німеччина вже планувала вторгнення на острів Крит, що вважалося останньою операцією Балканської кампанії. Цей острів знаходився в 96 кілометрах на південь від Греції.
25 квітня Гітлер поклав відповідальність за проведення операції на Люфтваффе, які мали використовувати свої повітрянодесантні війська та повітряні сили, розташовані в районі Середземного моря. Загальне керівництво Критською операцією було покладено на штаб 4-го повітряного флоту під командуванням генерал-полковника Александера Лера. Безпосереднє керівництво десантуванням здійснював генерал-майор Курт Штудент, творець і організатор німецьких повітрянодесантних військ. Для повітряного вторгнення на аеродромах за межами Афін були зібрані сили з 493 транспортних літаків Junkers Ju 52 та близько 100 штурмових планерів DFS 230; залучалося 23 тис. людей, а із планерів та з парашутами десантувалося близько 10 тис. чол. Завдання з повітряної підтримки виконував VIII повітряний корпус генерала фон Ріхтгофена, оснащений наступними літаками:
| Бомбардувальники (Ju 88 та He 111)     | 280 |
| Пікірувальні бомбардувальники (Ju 87)  | 150 |
| Одномоторні винищувачі (Bf 109)        | 90  |
| Двомоторні винищувачі (Bf 110)         | 90  |
| Розвідувальні літаки (Do 17 та Hs 126) | 40  |

18 травня, після чотирьох днів повітряних боїв проти британських Королівських повітряних сил, Люфтваффе встановили перевагу в небі Криту. Після завоювання переваги у повітрі, німецькі бомбардувальники розпочали кампанію з ослаблення системи оборони союзних військ на острові.

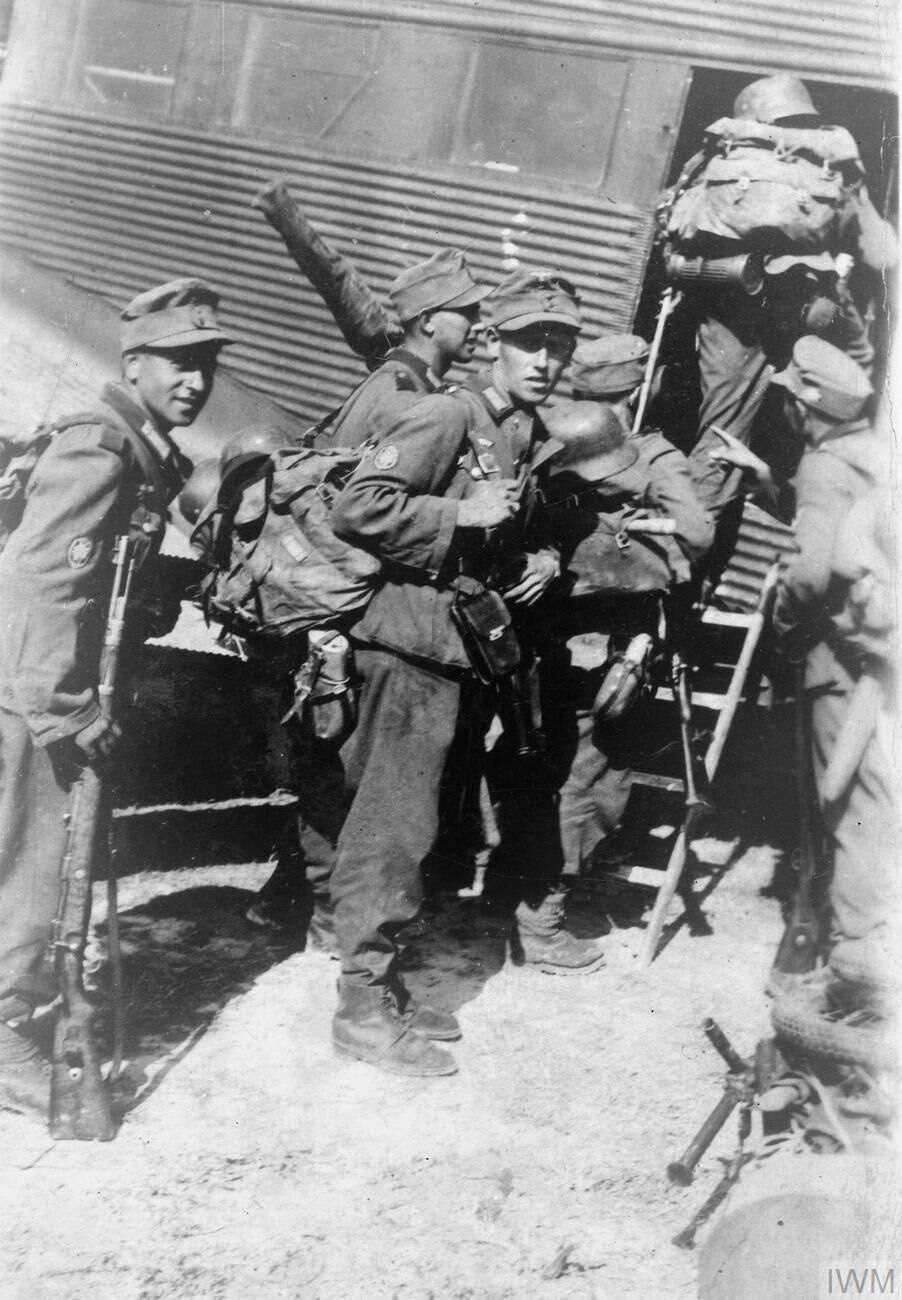
Німецькі гірські стрільці 5-ї дивізії завантажуються у транспортні літаки Ju 52 для висадки на Крит. 20 травня 1941

20 травня 1941 року розпочалася повітрянодесантна операція з висадки німецьких парашутистів на Крит, якому передувала серія авіаударів по позиціях союзників у зонах висадки. Далі слідували літаки Ju 52, які летіли до Малеме, Ханьї, Ретимно та Іракліона. У всіх випадках висадка десантників синхронізувалася за часом і проводилася відразу після закінченням бомбардування, щоб німецькі війська могли використовувати новостворені воронки від бомб для первинного захисту в найнебезпечніший момент після приземлення.
На початку вторгнення на Крит повітрянодесантні війська зазнали значних втрат і не змогли опанувати усі визначені цілі. Однак завдяки тісній повітряній підтримці літаків Люфтваффе німецьким десантникам вдалося повільно наступати, витіснивши зі своїх позицій британців, новозеландців, австралійців та греків під загальним командування генерал-майора новозеландської армії Бернарда Фрейберга.
21 травня у вторгненні стався вирішальний момент, коли німцям вдалося захопити аеродром Малеме. Незважаючи незважаючи на сильний артилерійський обстріл союзниками злітно-посадкової смуги, почали прибувати підрозділи 5-та гірсько-піхотна дивізії генерал-майора Ю. Рінгеля на десятках літаків Ju 52 доданого XI авіакорпусу як посадочний десант. Британський Королівський флот максимально шкодив німецьким силам і не допустив їхньої висадки на острів з моря; разом з цим авіація Ріхтхофена потопила два крейсери та чотири есмінці й пошкодила авіаносець, три лінкори й есмінець. Водночас основною метою німецьких дій на острові було не власно захоплення Крита, а запобігання втечі союзників. Ситуація продовжувала погіршуватися для союзників, і 28 травня британський флот почав евакуювати свої війська з острова. Ціною втрати ще одного крейсера та двох затонулих і трьох пошкоджених есмінців британці вивезли з острова 16 000 осіб, поки 1 червня решта на острові не були змушені здатися.
В ході вторгнення на Крит Люфтваффе зазнало зруйнованими та пошкодженими близько 270 транспортних літаків. З 13 000 десантників, які брали участь в операції, близько 3800 загинули або зниклі безвісти. Командувач повітрянодесантними військами Третього Рейху генерал Курт Штудент, називав острів «кладовищем німецьких парашутистів».

### Битва за Мальту
З розв'язанням військової кампанії країнами Осі в Середземному морі невеликий острів Мальта, який належав Сполученому Королівству і знаходився в 100 км на південь від Сицилії, завдяки виключно важливому розміщенню, став грати одну з ключових ролей у битві на Середземноморському театрі воєнних дій. Відкриття нового фронту війни в Північній Африці в середині 1940 року ще більше підвищило цінність Мальти. Британські повітряні та морські сили, що базувалися на острові, мали можливість атакувати транспортні судна країн Осі, що здійснювали перевезення життєво важливих матеріальних засобів та підкріплень з Європи на африканський континент. Командувач силами країн Осі в Північній Африці, генерал Ервін Роммель, дуже гостро визнавав важливість опанування островом. У травні 1941 року він попередив, що «без оволодіння Мальтою ми втратимо контроль над Північною Африкою»
9 січня 1941 року відбувся перший напад на острів, коли німецькою та італійською авіацією були атаковані військові цілі на аеродромах і в морських портах. Протягом лютого та березня X повітряний корпус та деякі підрозділи Королівських ПС Італії провели кілька сильних повітряних рейдів проти острова. У цій атаці брали участь майже всі бомбардувальники корпусу генерала Ганса Гайслера, які включали 120 бомбардувальників та 150 пікіруючих бомбардувальників. Час від часу Люфтваффе здійснював синхронізовані бомбардування з використанням літаків Ju 87 і Bf 110, тоді як Ju 88 і He 111 у супроводі одномоторних винищувачів проводили атаки на середній висоті від 1500 до 2400 метрів. Однак навесні 1941 року німецька увага була зосереджена на одній головній меті: вторгненні в Радянський Союз.
У квітні 1940 року інтенсивність атак почала поступово стихати, оскільки потреба в частинах Люфтваффе вимагала переміщення їх на інші фронти, де розпочалися бойові дії. Бойові частини Люфтваффе з Сицилії були направлені на бази в Греції та на Крит. Для Роммеля, в Північній Африці, залишилося лише близько 150 літаків. Позбавившись виснажливих атак з повітря, Мальта почала відновлювати втрачені позиції і збільшила частоту нападів на німецькі морські шляхи, що забезпечували Африканський корпус.

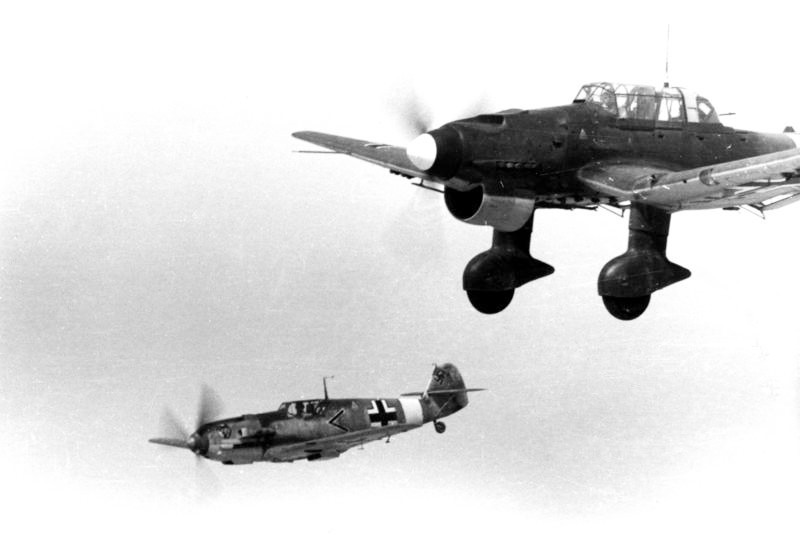
Німецькі Bf 109 та Ju 87 в польоті над Середземним морем. Битва за Мальту

За наступні місяці, збитки, завдані німцям, почали набувати серйозних масштабів: у вересні майже 40 % німецьких чи італійських поставок не дісталися місць призначення; у наступному місяці втрати зросли до 60 %, а в листопаді майже 80 % майна не надійшло визначених пунктів. Більшість цих втрат були спричинені авіаційними та морськими підрозділами, дислокованими на Мальті. Очевидно, німцям довелося щось зробити проти острова, який став бастіоном Сполученого Королівства в Середземному морі. Наприкінці 1941 року, попри нагальну оперативну потребу бойових літаків на німецько-радянському фронті, за наказом Гітлера близько 200 літаків було знято зі Східного фронту та передано на Середземномор'я. Авіація почала активно використовуватися при нальотах на Мальту. У міру продовження операцій сили Люфтваффе на Сицилії посилювалися; до березня 1942 року вже було понад 400 літаків, і присутність цієї сили швидко відчули на Мальті. Цього місяця Люфтваффе здійснили близько 2800 місій проти обложеного острова, в яких було скинуто 2200 тонн бомб, німці втратили лише 60 літаків. У квітні та травні 1942 року німецько-італійська авіація посилила тиск та здійснила 11 000 повітряних атак проти Мальти. Британські повітряні та морські бази зазнали величезних збитків, і есмінці та літаки, що використовувалися для боротьби з торговим судноплавством, довелося евакуювати.
Ситуація швидко погіршувалася, наразі острів починав позбавлятися запасів, а будь-яким спробам доставити припаси на Мальту німецька авіація перешкоджала. У березні 1942 року британський Королівський флот спробував провести невеликий конвой MG.1 з чотирьох торгових суден Breconshire, Clan Campbell, Pampas і Talabot на Мальту під захистом крейсера ППО «Карлайль» і есмінців «Хейсті», «Хавок», «Хіроу», «Лавлі», «Сикх» і «Зулу» Незважаючи на такий захист, Люфтваффе потопив одне судно, змусив інше сісти на мілину пошкодженим (згодом затонуло) і знищив останні два під час розвантаження запасів у бухті Валетта. Вивантажено було лише п'яту частину з 26 000 тонн запасів.
Наприкінці травня 1942 року ситуацію повністю контролювали німці. В таких обставинах, більша частина далеких бомбардувальних сил повернулася на Східний фронт для підтримки німецького наступу того літа. Навіть незважаючи на це, Люфтваффе залишили на Сицилії достатньо потужну складову, щоб відповісти на будь-яку спробу британців провести конвой до Мальти.
У червні Королівський флот здійснив відчайдушну спробу провести два окремі морські конвої: один йшов із Єгипту та другий — з Гібралтару. Італійський флот активними діями змусив конвой з Єгипту повернути назад, тоді як конвой суден, що прямував із заходу, у супроводі лінкора, трьох крейсерів та 17 есмінців, зазнав серйозних нападів німецько-італійських літаків, Мальти дісталися лише два вантажні судна. Попри колосальні втрати британці вперто продовжували намагання прорвати блокаду.
У серпні 1942 року на острів виїшов ще один конвой, цього разу з 14 суден під охороною трьох авіаносців, двох лінкорів, крейсера ППО, шести крейсерів та 24 есмінців. На той час німці мали близько 220 літаків, що базувались на Сицилії, а італійці мали 300 на Сицилії, плюс 130 на Сардинії. З 14 вантажних та транспортних суден, які вирушили на Мальту, туди прибули лише 5, і два з цих 5 були з серйозними пошкодженнями. Навіть незважаючи на це, 32 тонни продовольчих товарів, які їм вдалося доставити на острів, значно полегшили становище тамтешнього населення та гарнізону, доки ситуація в Північній Африці не покращилася для союзників.

### Північно-Африканська кампанія
Навесні 1942 року командування Повітряних сил Третього Рейху зосередило 260 бойових літаків для підтримки дій наземного угруповання генерал-фельдмаршала Ервіна Роммеля у Північній Африці, що вдвічі перевершувало все, що Королівські британські ПС мали на цьому театрі дій. До того ж, з Італії, забезпечуючи та посилюючи угруповання італійсько-німецьких військ, могли діяти ще 340 німецьких літаків. Крім цього, Bf 109F, які оперували в Північній Африці, за своїми характеристиками перевершували аналоги союзників «Харрікейн» та P-40 «Томагавк».
26 травня 1942 року танкова армія «Африка» Роммеля розпочала наступ. За підтримки авіації війська Осі, рухаючись спочатку на південь, а потім на схід, розгромили та незабаром оточили британське угруповання 8-ї армії генерала Клода Окінлека в Газалі. Найпівденніша точка цього протистояння, Бір-Хакім, тепер став епіцентром битви. Внесок Люфтваффе у знищенні позицій союзників був значним. Німецькі льотчики виконали близько 1400 вильотів проти цілей, де оборонялися переважно сили Вільної Франції. Після того, як цю оборонну лінію було прорвано, Роммель продовжував наступати, і знову, користуючись вміло організованою безпосередньою підтримкою своєї авіації, 20 червня 1942 року німцям вдалося захопити британську фортецю Тобрук. Однак решта наступаючих німецьких військ, які увірвалися до Єгипту, зав'язли під Ель-Аламейном. Тут сили Люфтваффе вже були вичерпані, у них попросту закінчилось паливо.

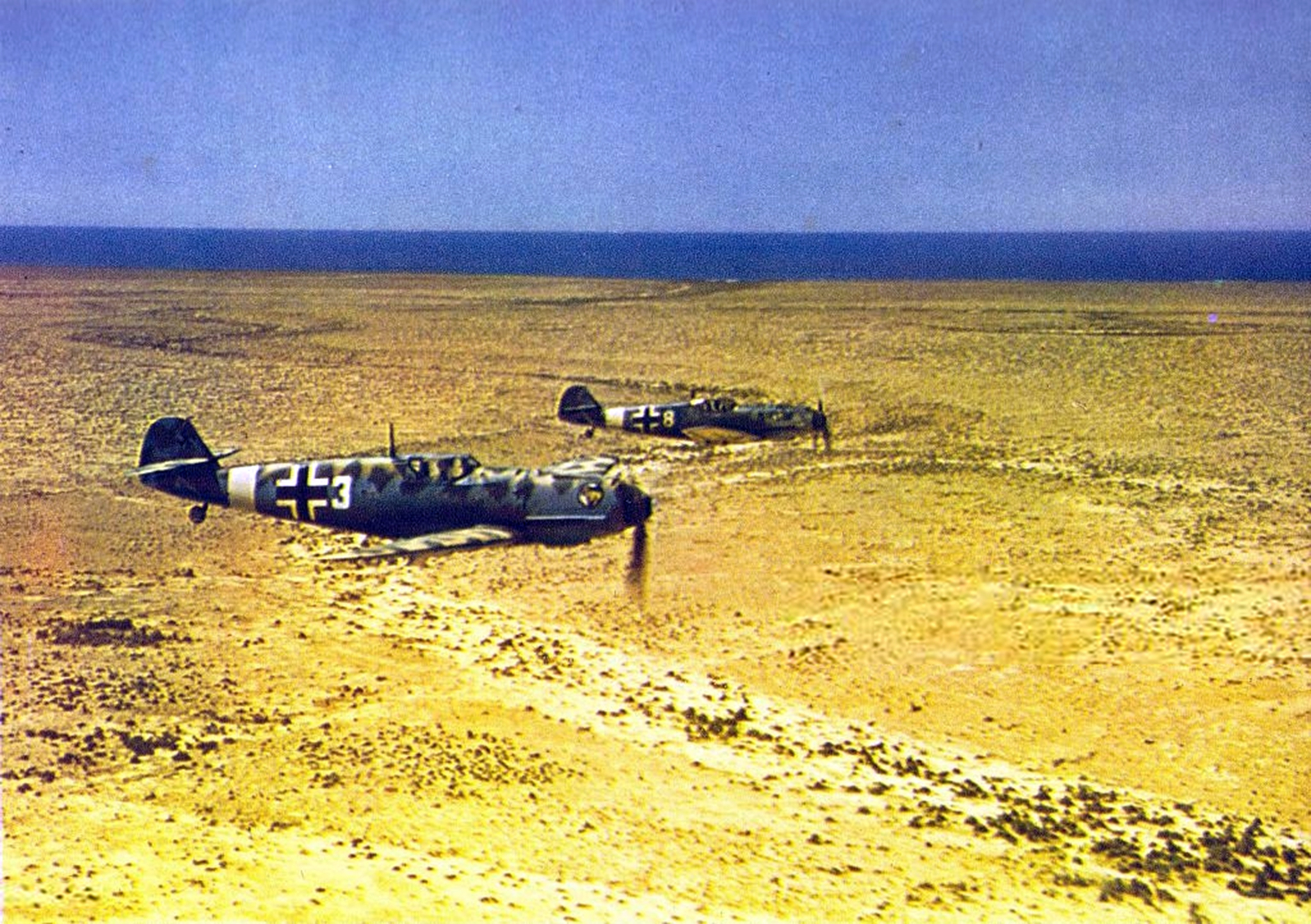
Німецькі винищувачі Bf 109E JG 27 в небі над Північною Африкою 1941

Поки британці намагалися втриматися на Мальті, німці та італійці мали власні проблеми з постачанням. Зі зростанням кількості американських та британських бомбардувальників, що прибували до Єгипту, атаки на судна Осі в Середземному морі ставали дедалі болючими. На літо 1942 року блокада союзників Північної Африки з моря була майже повною, і в розпачі боїв німцям доводилося виживати, сподіваючись лише на постачання повітрям, щоб забезпечити мінімальні потреби у паливі.
Таким чином, бойова міць Люфтваффе була нівельована, німецькі аси стали заручниками ситуації завдяки наявності палива, а точніше його відсутності. Водночас британський контингент в Єгипті почав отримувати значні підкріплення, достатнє для створення, так званих «Пустельних авіасил» (англ. Desert Air Force), що складалися з підрозділів британських Королівських ПС, Королівських ПС Австралії та Королівських ПС Південної Африки. Такі несприятливі умови, як сильна спека, пісок та бурі, в поєднанні з нестачею палива, робили ситуацію дедалі відчайдушнішою для німців. Саме за цих умов виділився гауптман Ганс-Йоахім Марсель. За вісімнадцять місяців, коли він воював у Північній Африці (між квітнем 1941 та вереснем 1942 року), знаменитий німецький ас знищив 151 союзний літак, з яких 147 — винищувачів, і багато експертів вважали його не лише як найбільш результативного авіаційного аса в Північно-Африканської кампанії, а й усієї Другої світової війни.

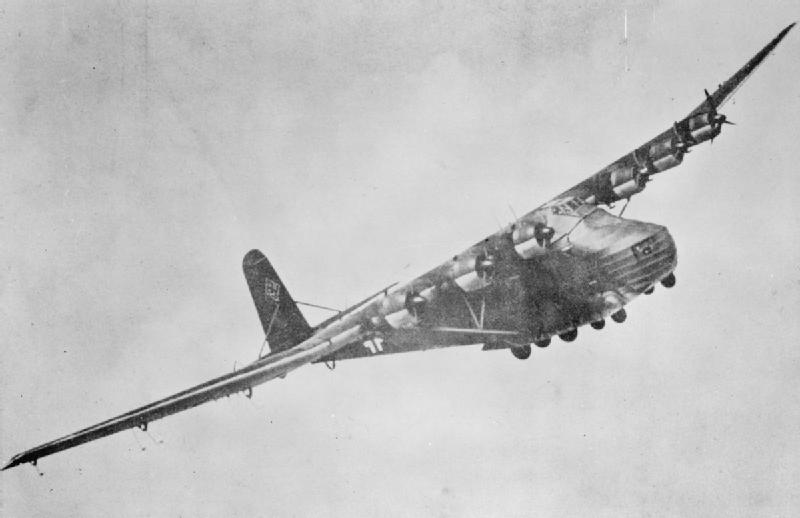
Німецький важкий транспортний літак Me 323 «Гигант», що активно діяли під час боїв у Північній Африці

23 жовтня 1942 року несподівано для італійсько-німецького угруповання генерал Монтгомері розпочав масштабний наступ під Ель-Аламейном, британська авіація доволі швидко здобула повну перевагу у повітрі. «Африканський корпус» та італійці відступали все далі на захід, залишаючи за собою рештки знищених літаків на занедбаних аеродромах. Роммель, вміло маневруючи зміг відступити таким чином, що його відхід позбавив армії Осі остаточної поразки.
На початку 1943 року італійські та німецькі війська відступили з Єгипту та Лівії, проте вони все ще тримали оборону у Французькому Тунісі. Швидкість британського наступу та англо-американське вторгнення в Алжирі та Марокко, поставили німців у скрутне становище, змушуючи їх розпочати евакуацію своїх сил морем та повітрям.
Авіаційне угруповання Люфтваффе на континенті було посилене за рахунок резервів, попри нагальній потребі в літаках у бойовищі під Сталінградом. Угруповання, що об'єднали в повітряний корпус «Туніс» відповідало за усі повітряні операції над Африкою. До корпусу увійшли два підрозділи, оснащені винищувачем Focke-Wulf Fw 190, перекинуті з узбережжя Ла-Маншу. Таким чином, німці досягли тимчасової переваги в повітрі над британськими та американськими ПС в Африці. Окрім того, що німці мали у своєму розпорядженні найсучасніші винищувачі, які діяли з добре підготовлених баз та аеродромів, тоді як його супротивники були змушені користуватися імпровізованими злітними майданчиками та потерпали від труднощів розтягнутої та розосередженої на північно-африканських просторах системи постачання.
14 лютого 1943 року Роммель провів контрнаступальну операцію «Фрюленгсвінд», для підтримки якої корпус «Туніс» зосередив 371 літак. Спочатку у німців все йшло добре, проте після тижня жорстоких атак їхня активність та спроби атакувати ворожу територію стримувалися британськими, французькими та американськими силами. Ще один німецький наступ, що відбувся наприкінці лютого проти 8-ї армії Монтгомері, також був відбитий із значними втратами.

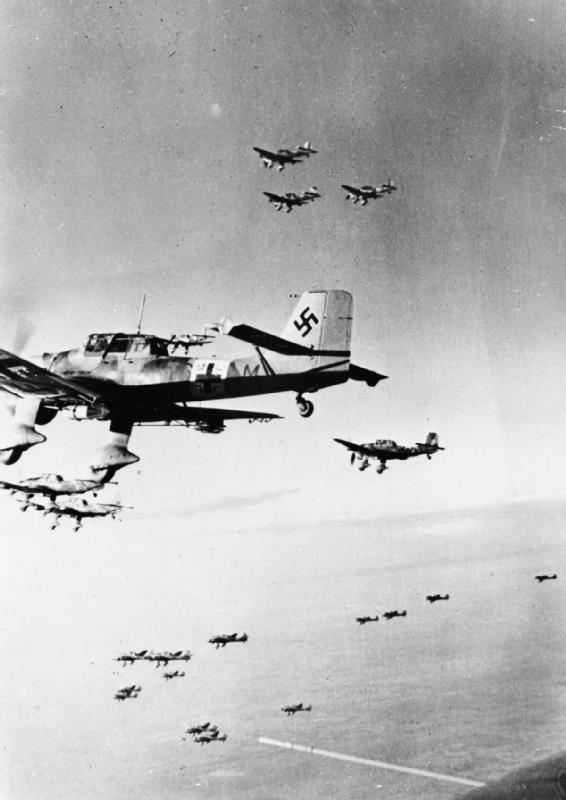
Німецькі бомбардувальники Ju 87 атакують британські танки. Кампанія в Лівійській пустелі

Незважаючи на всі зусилля, німці змогли лише відкласти поразку. Поки союзні сухопутні війська поступово оточували німецько-італійську групу армій на півночі Тунісу, повітряні сили антигітлерівської коаліції, чия техніка включала останні версії «Спітфайр», отримували належні запаси та ставали дедалі ефективнішими. З іншого боку, ситуація в Тунісі для німецького повітряного угруповання погіршувалася, коли морська та повітряна блокада союзників остаточно задушили усі лінії комунікацій країн Осі. 13 травня 1943 року група армій «Африка» генерал-полковника Ганса-Юргена фон Арніма капітулювала, майже 250 000 солдатів склали зброю.

### Італійська кампанія
За станом на 3 липня 1943 року Люфтваффе мали 1280 літаків на Середземному морі. Саме з цього дня авіація союзників почала атакувати аеродроми країн Осі на Сицилії, готуючись до вторгнення на острів. Коли перші солдати союзників висадились, кількість боєготових літаків зміншилася більш ніж на сотню. Оскільки аеродроми на Сицилії піддавалися такому інтенсивному бомбардуванню, що використовувати їх стало практично нереально, винищувачі Fw-190 були відведені на бази, розташовані в районі Неаполя, звідкіля вони вже не змогли взяти участь у протидії висаці морському десанту союзників.
17 серпня 1943 року останні німецькі війська на Сицилії капітулювали, і англо-американські сили почали підготовку до вторгнення на італійський півострів. Люфтваффе зазнали серйозних втрат протягом липня та початку серпня; через існування радянського фронту не всі вони могли бути замінені. Таким чином, коли війська союзників висадилися на півострів, кількість літаків, доступних Люфтваффе, впала приблизно до 800. Командувач Люфтваффе в Італії генерал фон Ріхтхофен розсудливо вирішив утримати свої сили для найбільш рішучих боїв на Апеннінському півострові; через цю тактику німецька реакція на висадку союзників була доволі слабкою.

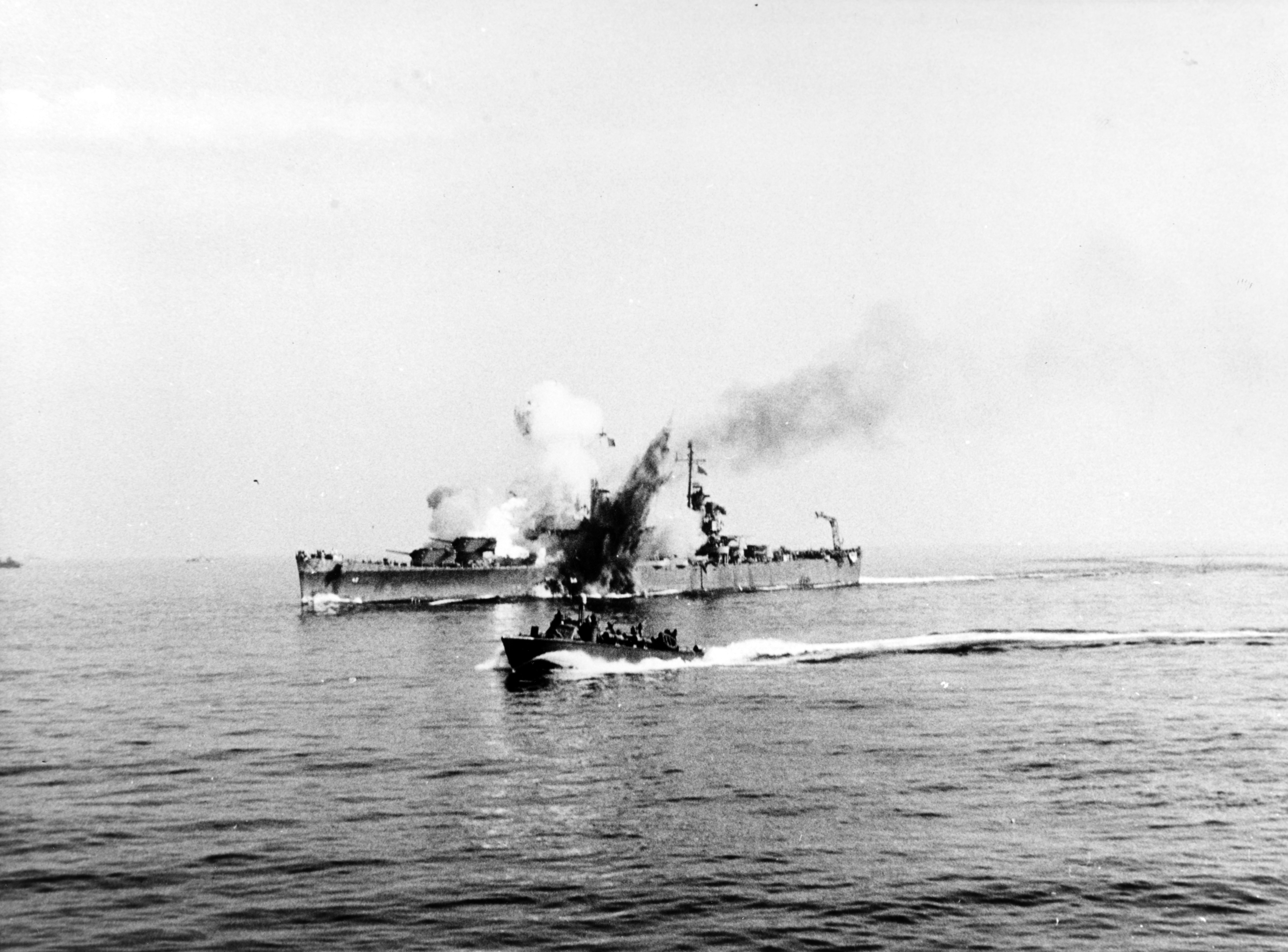
Американський легкий крейсер «Саванна» вибухає внаслідок влучення німецької радіокерованої торпеди Fritz X у ході Сицилійської операції. 11 вересня 1943

3 вересня 1943 року Італія капітулювала і того ж дня війська британська 8-ма армія Б.Монтгомері розпочала операцію «Бейтаун» з висадки десанту в Калабрії, а за кілька днів поблизу Салерно та Таранто. Ріхтгофен розглядав це як можливість, на яку він чекав, застосувавши свої формування проти союзників. Концентрація союзних кораблів біля узбережжя була ідеальною мішенню і німці вперше в історії масово застосували протикорабельні ракети Fritz X. Коли італійський флот вийшов з Ла-Спеції та направився до Тунісу, щоб запобігти потраплянню кораблів у руки союзників, шість бомбардувальників Do 217K-2 з III./KG 100 під командуванням майора Бернгарда Йопе, кожен з яких ніс по однієї Fritz X. Італійський лінкор «Рома», флагман італійського флоту, був двічі уражений керованою авіаційною бомбою і затонув. Загинули 1393 чоловіки, в тому числі командувач Королівських військово-морських сил Італії адмірал Карло Бергаміні. Однотипний лінійний корабель «Італія» також був серйозно пошкоджений, але дістався Тунісу. У наступний тиждень німецькі льотчики уразили лінкор «Ворспайт» та крейсери «Уганда» та «Саванна», завдавши серйозної шкоди трьом кораблям.
III./KG 100 продовжувала битися з союзниками разом з іншими підрозділами Люфтваффе. Згодом пілоти цієї авіагрупи застосували в бою ще одну керовану зброю — планерну бомбу Henschel Hs 293. Однак застосування цієї планерної бомби не дало задовільних результатів через те, що цього разу союзники краще підготувалися до ударів з повітря і заважали бомбардувальним підрозділам Люфтваффе здійснити відповідні маневри та не давали можливості атакувати. До 20 вересня німецька авіація продовжувала боротьбу з союзниками, але британські війська, що наступали на північ, почали загрожувати німецьким базам в районі Фоджа, і підрозділи Люфтваффе повинні були відступити. Отже, незабаром союзники міцно закріпилися на плацдармах у континентальній Європі, однак гірський рельєф Італії не дозволив англо-американським військам рухатися занадто швидко, що було фактором, який Люфтваффе повною мірою використовували для нанесення шкоди противнику. На початку 1944 року з Греції, Франції та Німеччини на цей театр війни було переведено 140 літаків для посилення авіаційного континенту Люфтваффе в Італії.
Водночас, гітлерівська авіація не була спроможна завоювати перевагу в повітрі, і це було викликано відсутністю достатньої кількості винищувачів у цьому районі, тому союзники могли знищувати стільки німецьких бомбардувальників, скільки було потрібно. Прибуття 50 винищувачів на початку березня 1944 року не вирішило цю проблему і не забезпечило наземні війська необхідним прикриттям для проведення контратак. Наприкінці березня 1944 року стало очевидним, що повітряні сили витрачаються даремно і кілька ескадрилей були зняті з італійського фронту. З цього часу Люфтваффе припинили грати свою роль, німецька піхота залишилися напризволяще і вже фактично не розраховувала на авіаційну підтримку. У цей період для німецького командування стало ясно, що висадка союзників на північно-західному узбережжі Європи не забариться. З 1 квітня значна частина англо-американського бомбардувального флоту почала зосереджуватися на ударах по стратегічних цілях у запланованій смузі висадки.

## Східний фронт

### Операція «Барбаросса»
Ще на етапі протистояння в битві за Англію, німецька авіація повним ходом вела підготовку до вторгнення до Радянського Союзу. Відповідно до Директиви № 21 від 18 грудня 1940 року Адольф Гітлер визначив німецьким ПС стратегічне завдання «максимально паралізувати та ліквідувати сили радянських ВПС, […] підтримуючи операції армії». Німецький план замислювався як скоординований наступ трьох німецьких груп армій, які мали одночасно атакувати Радянський Союз, здійснюючи напад з території Східної Пруссії, окупованої Польщі та союзних Румунії і Фінляндії. Основними цілями були міста Ленінград, Мінськ, Київ та Москва. Як і до цього в Польщі, Скандинавії та Франції, пілоти Люфтваффе ще до початку наземної кампанії повинні були завдати масовані випереджувальні удари по обєктах і цілях ворога, прагнучі завоювати повітряну перевагу для подальшого безпечного застосування бомбардувальників і винищувачів, з метою авіаційної підтримки дій сухопутних військ вермахту.

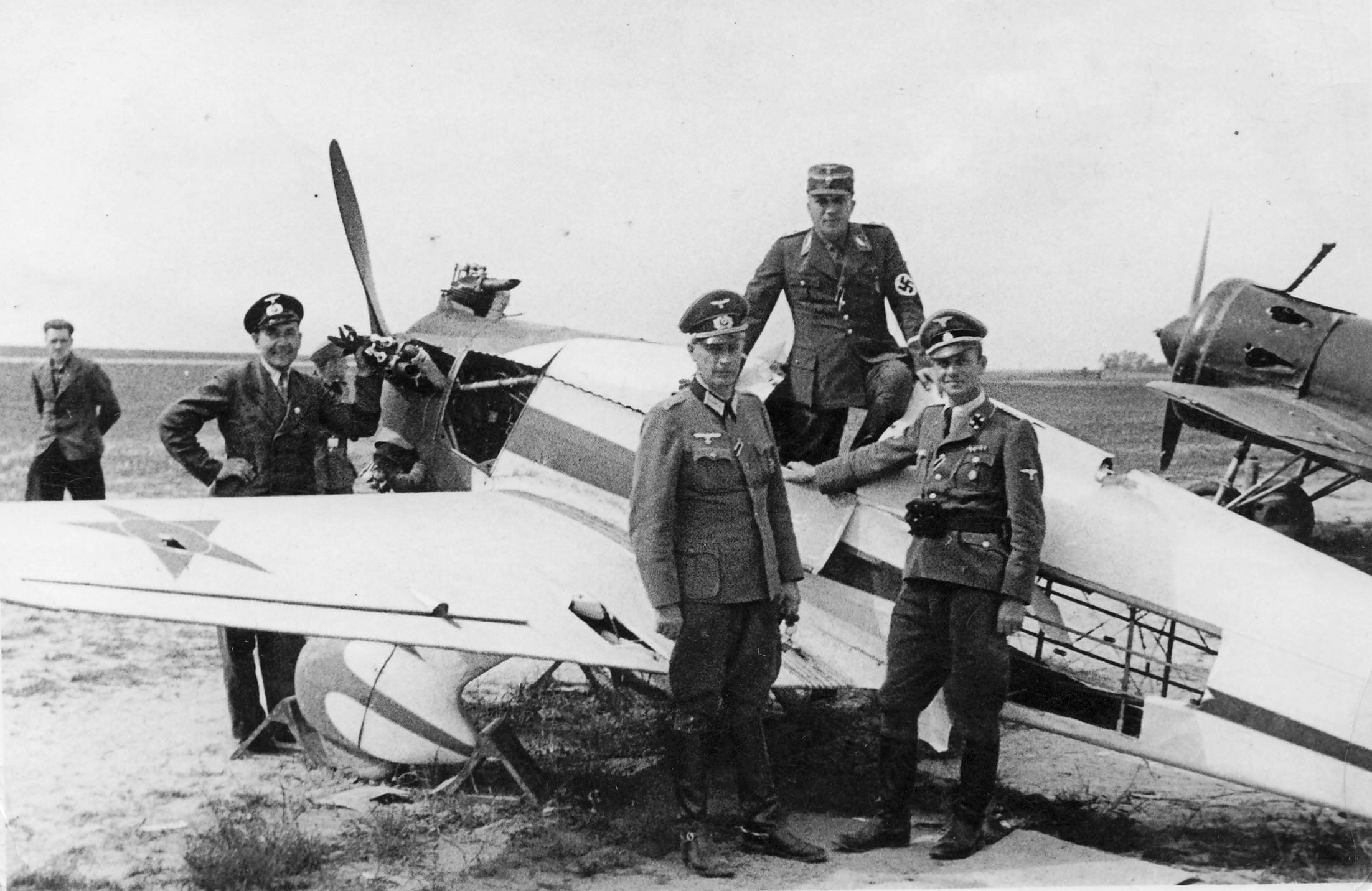
Німці обстежують результати нальотів своєї авіації на радянський аеродром, стоячи біля УТ-1 та І-16. Операція «Барбаросса». Літо 1941

Початковою метою нацистської Німеччини було знищення Червоної армії в прикордонних боях та швидке завоювання європейської частини Радянського Союзу та вихід до умовної лінії, що з'єднує міста Архангельськ та Астрахань, так звану лінію АА, на захід від Уральських гір. Репресії 1930-х років пройшлися поровим котком по всіх видах та родах військ РСЧА, не обминули ці чистки та винищення кадрів і радянські Червоні повітряні сили. Погана робота ВПС під час Зимової війни з Фінляндією збільшила впевненість Люфтваффе в тому, що радянські війська можуть бути легко розбиті. Радянська авіаційна промисловість до початку війни лише розпочинала масовий випуск літаків типу МіГ-3, ЛаГГ-3 і Як-1, які стали згодом основою парку винищувальної авіації СРСР, однак і вони значно поступалися за характеристиками Bf 109.

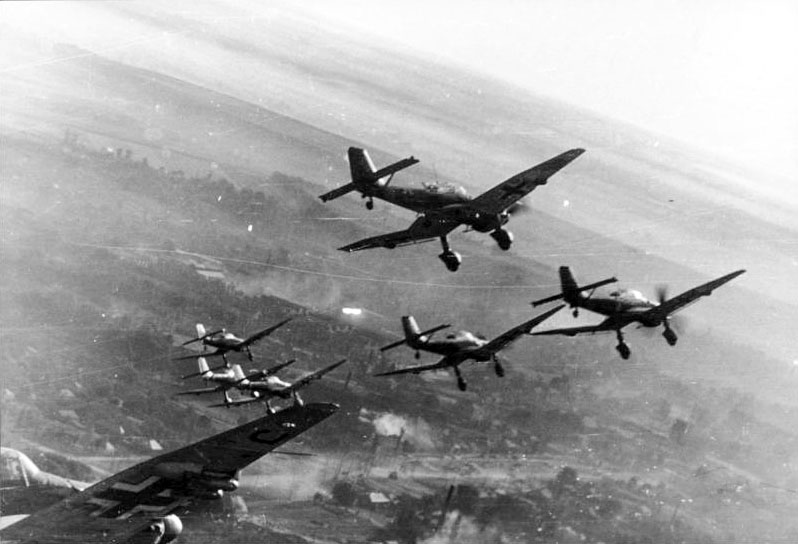
Німецькі пікіруючі бомбардувальники Ju 87. Східний фронт

Перевага німецької військової авіації полягала у дотриманні високих стандартів підготовки, набутому бойовому досвіді німецьких пілотів та досконалішій тактиці дії усіх родів авіації Люфтваффе. Для виконання плану «Барбаросса» ОКЛ розгорнуло на Східному фронті чотири повітряні флоти загальною чисельністю 4389 літаків, з яких 2598 — бойові. 929 літаків були середніми бомбардувальниками, втім їх було менше, ніж до початку битви за Британію, через великі втрати зазнані минулого літа. Одночасно союзні країни: Італія, Румунія, Болгарія та Угорщина виставили ще 980 своїх бойових літаків.
Напад 22 червня 1941 року став повною несподіванкою для радянського Верховного командування. Непідготовлені, повітряні сили Червоної армії втратили величезну кількість літаків на землі. Багато пілотів радянських військово-повітряних сил не пройшли належної підготовки та не могли адекватно використовувати новітні винищувачі. Ситуація була настільки однобічною, що деякі радянські пілоти вдавались, якщо могли, до тарану літаків противника.
Масштаб приголомшливої перемоги Люфтваффе в перший же день операції змусив головнокомандувача рейхсмаршала Германа Герінга сумніватися в її реалістичності. В офіційному звіті доповідалося, що знищено 1489 радянських літаків. Герінг наказав це перевірити. Офіцери Люфтваффе, які комісійно перевірили результати ураження радянської авіації на землі, виявили, що кількість перевищує 2 000 збитих та спалених літаків противника. Втрати ж Люфтваффе склали 78 (24 Bf 109, 23 Ju 88, 11 He 111, 7 Bf 110, 2 Ju 87 «Штука», 1 Do 17 і 10 транспортних і розвідувальних літаків). Також було втрачено 12 літаків ВПС Румунії.
Відчайдушно намагаючись зупинити швидке просування німецького вермахту, радянські ВПС направляли величезні хвилі бомбардувальників, щоб загальмувати наступ німецьких танкових дивізій, але ці формування летіли без супроводу винищувачів. Результатом стали жахливі радянські втрати. Тільки 25 червня винищувальна ескадра JG 77 збила 47 бомбардувальників противника. Особливо згубний день для росіян припав на 29 червня, коли льотчики JG 51 за день збили 65 бомбардувальників. До 18 липня ця ескадра Люфтваффе збила в повітряних боях 500 радянських літаків.
Розмах розгрому Червоної авіації був настільки величезним, що протягом наступних двох днів Ради повідомили про втрату ще 1922 літаки. Як приклад, лише за три тижні кампанії німецький ас Вернер Мьольдерс здобув свою соту повітряну перемогу, він став першим пілотом в історії авіації, який це зробив.
Швидко опанувавши перевагу в повітрі за перші тижні війни, німці активно використовували її упродовж року. Радянські ВПС, хоч і намагалися всіляко чинити опір, виявилися безсилими запобігти нальотам авіації Герінга на радянські сухопутні війська, котрі завдавали колосальних втрат піхоті та бронетехніці РСЧА. До кінця 1941 року німецька авіація зосередила значну частину своїх зусиль саме на повітряній підтримці дій наземних військ.
Німецька авіація особливо ефективно діяла проти радянських танкових та механізованих військ. На початку вторгнення радянські танкові війська нараховували приблизно 15 000 танків. До жовтня ця сила в центральному секторі була зменшена до 150. Незважаючи на явні перемоги та швидкі просування вглиб радянської території, Люфтваффе втратило майже 1000 літаків, знищених протягом перших двох місяців війни. Стало очевидним, що Люфтваффе не можуть також ефективно діяти далі, зазнаючи такі втрати. Зростаючі відстані означали збільшення маршрутів постачання, зростання часу на доставляння особового складу та техніки у визначені райони дії, а постачання запасних частин для пошкоджених бойових літаків стало справжньою проблемою.
Водночас авіація Герінга продовжувала інтенсивну підтримку всіх трьох груп армій в їхньому натиску на схід. Вплив німецької авіації протягом цих місяців був критичним для темпів просування. Люфтваффе допомогло сухопутним військам досягти вражаючої перемоги під Києвом, в якій, за оцінками, було вбито або взято в полон 600 000 червоноармійців. В цій битві Люфтваффе знищили 2171 одиницю радянської техніки, 23 радянських танки, 107 літаків, знищених у період між 12 і 21 вересня 1941 року, і завдали значних втрат радянським сухопутним військам. Радянські ув'язнені згодом оповідали, що саме нальоти «Штук» руйнували їхній моральний дух. 15 вересня «Гейнкелі» 3./KG 55 знищили вісім локомотивів за один виліт. Але коток бліцкригу на Москву був зупинений під час двомісячної кампанії, що дало захисникам радянської столиці змогу та час на підготовку оборони та переміщення величезної кількості промисловості на схід.
У вересні 1941 року пілот Ju 87 «Штука» з III./StG 2 Ганс-Ульріх Рудель під час повітряної атаки на гавань Кронштадта поблизу Ленінграда потопив радянський лінкор «Марат», уразивши його в ніс 1000-кілограмовою бронебійною бомбою. Кілька інших радянських кораблів були потоплені в цій битві. Загалом у ході війни радянський флот зазнав значних втрат унаслідок активних дій німецької авіації.
До кінця 1941 року сили Люфтваффе зменшилися до 30-40 % від загальної чисельності до початку кампанії на Сході. Зимова погода та сніг завдали шкоди літакам, оскільки двигуни не заводилися в умовах суворої російської зими, а масло та паливо замерзли всередині цистерн. В зимову кампанію Люфтваффе стало втрачати через погодні умови стільки літаків, скільки постраждало внаслідок впливу з боку противника. 22 листопада в авіаційній катастрофі загинув генерал-інспектор винищувальної авіації Люфтваффе оберст Вернер Мьольдерс, що ще більше підірвало моральний дух німецьких льотчиків.

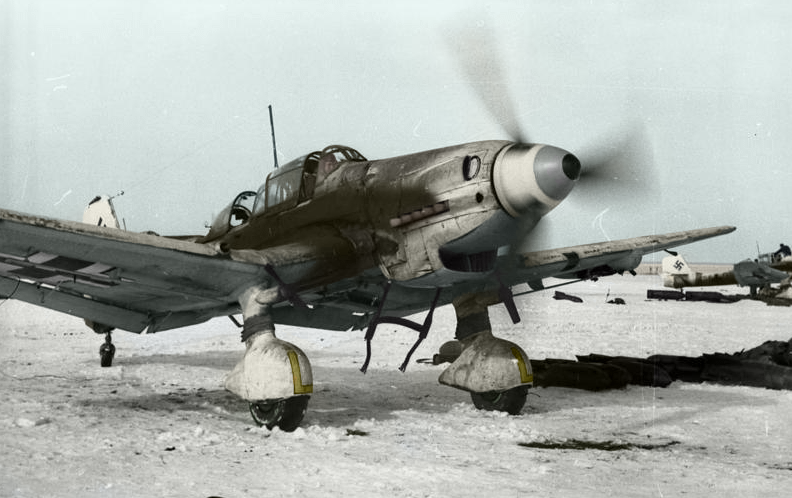
Ju 87D на аеродромі взимку. Німецько-радянська війна

Вермахт продовжував наступати на Москву, і Люфтваффе провели перші бомбардувальні рейди на столицю, але вони завдали незначної шкоди. Тим часом, Сталін продовжував зосередження колосальних резервів під Москвою, перекидаючи свіжі сили з Сибіру, включаючи значну кількість танків Т-34 і майже 1000 літаків. Розпочатий у грудні 1941 року потужний радянський контрнаступ, незважаючи на активну протидію з боку Люфтваффе, відштовхнув німців і врятував Москву та спричинив значних втрат групи армій «Центр». Поступово сили сторін у центральному секторі німецько-радянського фронту зрівнялися, а чисельна ВПС РСЧА навіть переважали.
Операція «Барбаросса» завершилася для Люфтваффе значними втратами, за півроку операції було втрачено 2093 літаки всіх типів. Радянські втрати становили 21 200 знищених літаків, з яких 10 000 були збиті в бою, зокрема 7500 з них збили винищувачі Люфтваффе; багато пілотів-винищувачів стали асами, як-то Гюнтер Лютцов, кількість перемог у повітрі яких перевищувала 100 збитих літаків противника. Втрати персоналу також були високими і незамінними: 3231 вбитий, 2028 зниклих безвісти та 8445 поранених.
Кампанія в Росії розпочалася для німецької авіації з недостатньою кількістю бойових літаків. Брак боєготових літаків, зокрема пікіруючих бомбардувальників, означав, що середні бомбардувальники та винищувачі-бомбардувальники кидалися на «гарячі точки», де Червона армія вела запеклі наземні бої. Не виключно, що відсутність стратегічних бомбардувальників позбавила Люфтваффе можливості завдавати ударів по об'єктах радянської промисловості і виявилася фатальною для успіху німецького бліцкрига, оскільки радянське виробництво продовжувало наростати, що допомогло їм постійно нарощувати кількість літаків, що надходила на заміну збитим та пошкодженим, і отримати хоча й не надовго перевагу в повітрі в листопаді-грудні 1941 року.

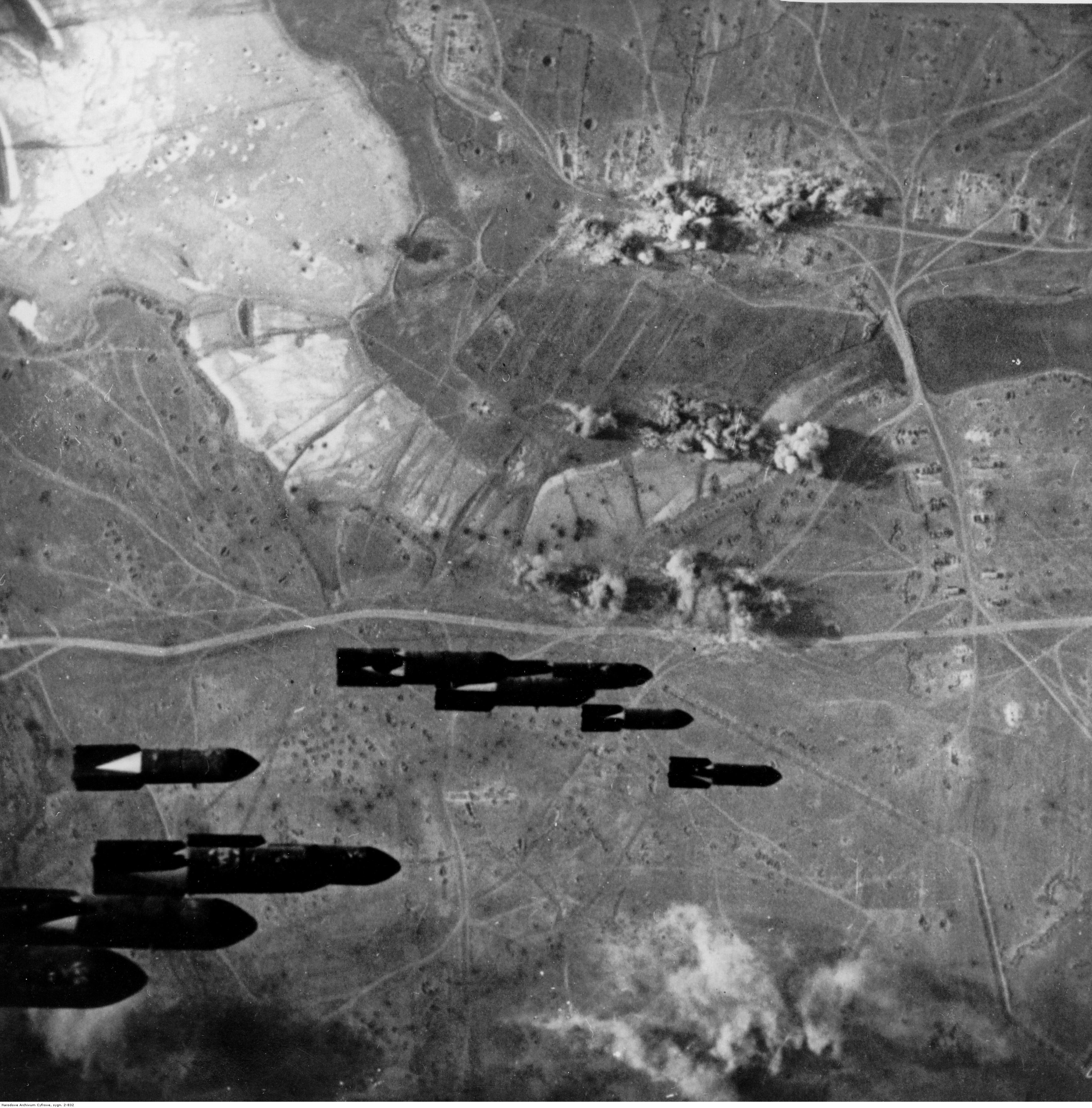
Бомбардування німецькою авіацією радянських позицій біля Керчі. Операція «Полювання на дрохв». Травень 1942

### 1942
Невдача бліцкригу вермахту на Східному фронті та зрив стратегічної цілі — досягти перемоги над Радянським Союзом до кінця 1941 року, не стали повною катастрофою для німецьких збройних сил, оскільки на всіх фронтах німці все ще утримували стратегічну ініціативу. Однак у грудні 1941 року США вступили у війну на боці союзників, що створило величезну промислову перевагу антигітлерівської коаліції проти Німеччини. Гітлер заявив, що уникне війни на два фронти, і знав, що йому потрібно закінчити війну на Східному фронті ще до того, як американці зможуть наростити значні сили в Європі.
З огляду на стратегічний розклад сил на німецько-радянському фронті Верховне командування Вермахту (OKW) вирішило, що основні наступальні зусилля Вермахту в літній кампанії 1942 року повинні зосередитися на південному фланзі — стратегічними цілями визначалося захоплення кавказьких нафтових родовищ або блокування їх від решти Росії, а потім наступ на північ на Москву. Завоювання Кавказу також призвело б до знищення значних сил Червоної армії, які обороняли Севастополь у Криму. Операція отримала назву «Блау». Першу половину 1942 року ситуація на Східному фронті мала відносно спокійний характер, тому керівництво Люфтваффе скористалося нагодою і змогло зосередити значні сили на цьому театрі війни.

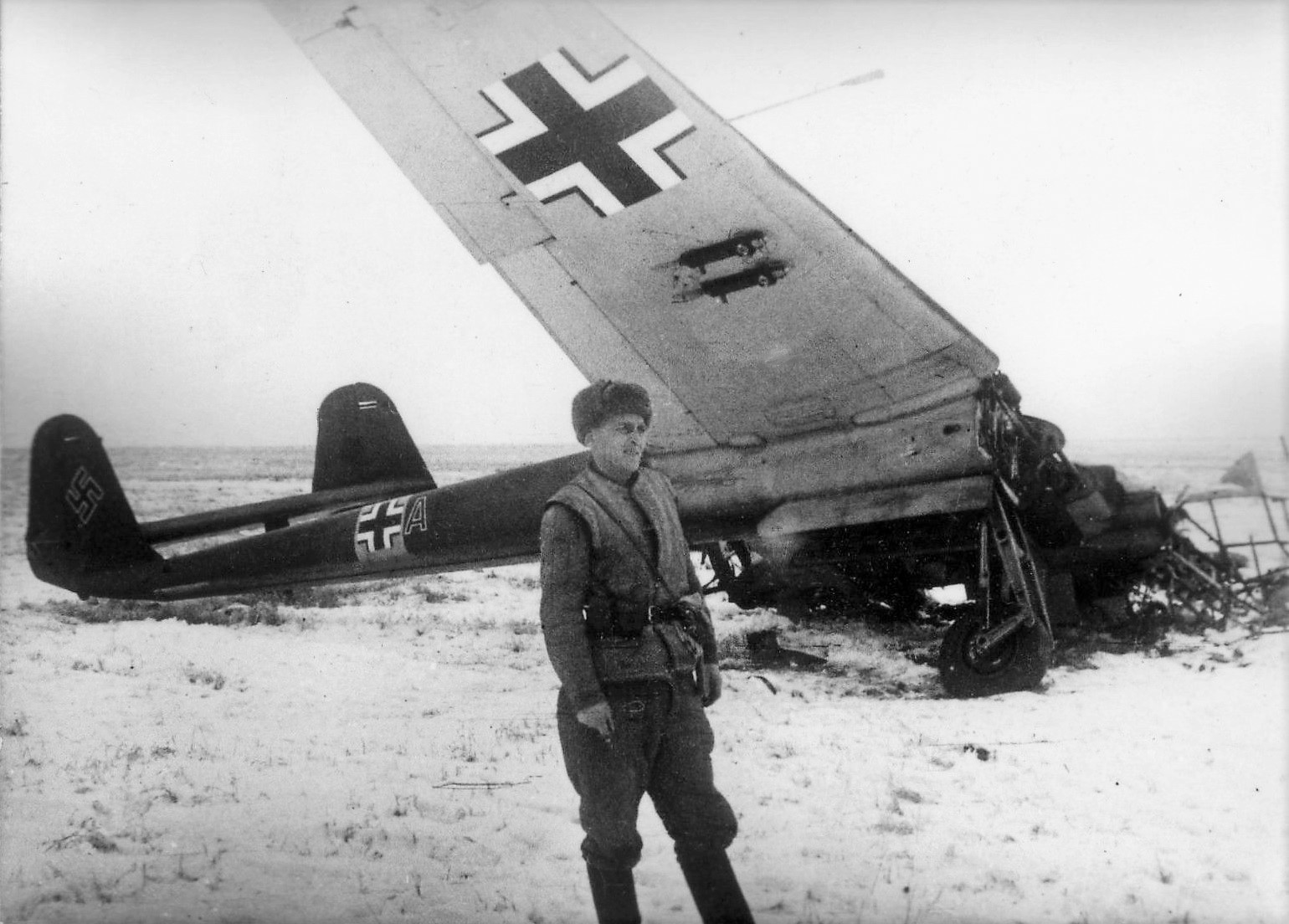
Збитий поблизу Сталінграда німецький літак-розвідник Fw 189. Сталінградська битва

На Кримському півострові Люфтваффе значною мірою сприяли захопленню Севастополя, піддаючи радянську оборону в місті та навколо нього важкому бомбардуванню, ці дії здійснювалися переважно частинами 4-го повітряного флоту. Німецька авіація ефективно справлялася з радянськими літаками, близько 300 з яких були знищені німецькими асами, що сприяло можливості діяти Люфтваффе в повітрі практично безперешкодно. 4 липня 1942 року місто впало, не в останню чергу завдяки ефективним діям Люфтваффе.
28 червня 1942 року розпочалася операція «Блау». Хоча Люфтваффе мали надзвичайний успіх у Криму, це було пов'язано у першу чергу з тим, що радянські ВПС не мали достатніх сил у Криму, які могли б протистояти німецьким ПС. Під час літнього наступу німецькі повітряні сили змушені були битися на дедалі зростаючому фронті проти ворога, який збільшувався з кожним місяцем. Водночас частина сил Люфтваффе не могла бути використана на радянському фронті через те, що німцям доводилося тримати на північних базах у Норвегії значні повітряні компоненти, які мали важливе завдання з перехоплення транспортних конвоїв, що курсували за ленд-лізом до радянських морських портів Мурманськ та Архангельськ і у зворотному напрямку. У червні 1942 року більше 100 літаків Ju 88 і 40 He 111 (пристосовані для перенесення торпед) разом із Ju 87, Fw 200 і Bv 138 почали використовувати проти арктичних конвоїв союзників. У цьому типі операції німецькі пілоти здобули задовільних результатів. У серпні 1942 року конвой PQ 17 втратив 24 із 34 торгових суден, сім з яких потоплені авіацією. В цілому в період з лютого по серпень німцям вдалося потопити 68 вантажних суден, лідер ескадрених міноносців, три есмінці та три підводні човни.

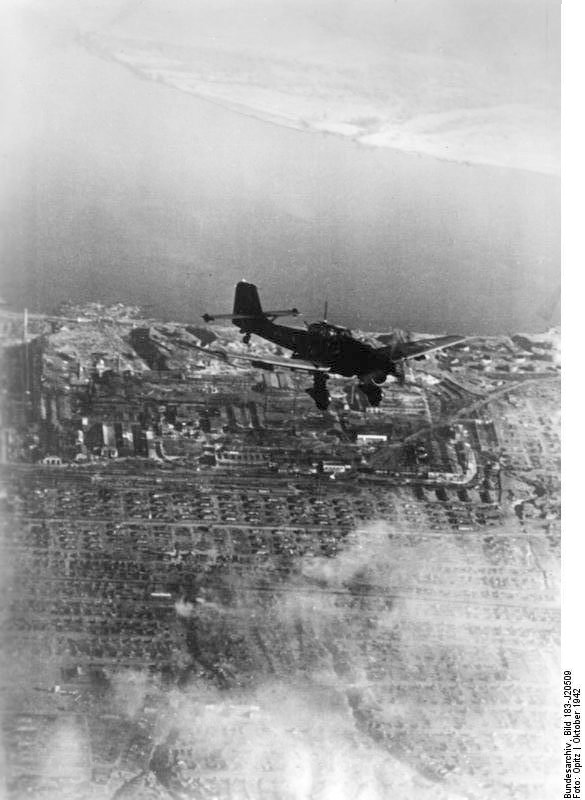
Ju 87 під час бомбардування Сталінграда. Сталінградська битва. Жовтень 1942

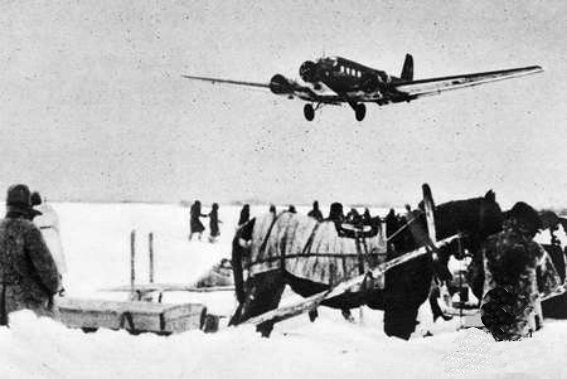
Ju 52 сідає на аеродром біля обложеного Сталінграда. Сталінградська битва. Грудень 1942

Отже, коли розпочалася операція «Блау», підрозділи Люфтваффе на Східному фронті вже були виснажені. Командуванню довелося докласти багато зусиль, щоб для цієї операції зосередити 1600 літаків, в той час, коли резервів було мало і коли екіпажі втомилися після бойових дій під Харковом, Дем'янськом, Холмом і в Криму. Незважаючи на це, Люфтваффе мали значний початковий успіх. 6 липня 1942 року група армій «Південь» вже перетнула р. Дон і Воронеж, оточивши і знищивши радянські формування в цьому регіоні. Згодом ця група армій була розділена на дві складові, групи армій «A» та «B», кожна з яких мала різні цілі; одна повинна була продовжувати наступ на південь, на Кавказ, а друга — продовжувати потужний наступ на схід, аж до міста Сталінграда. На вересень сили Люфтваффе нараховували вже лише 1300 літаків. Тепер німецькій авіації доводилося діяти на фронті, що простягався на понад 4320 кілометрів, одночасно виконуючи атаки на радянські лінії постачання так далеко, як Каспійське море.
9 серпня 1942 року група армій «A» (1-ша танкова та 17-та польова армії вермахту, 3-тя румунська армія) завдяки підтримці Люфтваффе вже зуміла просунутися на 320 кілометрів на Кавказ. Через два тижні група армій «B» (Армійська група «Вейхс», 2-га армія, 4-та танкова армія, 2-га угорська армія, 6-та армія, 8-ма італійська армія, 4-та румунська армія) прорвалася до річки Волга на північ від Сталінграда. У матеріальному плані, оскільки літаки все частіше втрачалися (більше внаслідок аварій, ніж через вплив вогню противника), заміна їх здійнювалася недостатньо швидко, і це разом із відсутністю запасних деталей та відсутністю дієздатних аеродромів в міру просування вглиб російської території все більше ускладнювало місію Люфтваффе. Льотчики змушені були дедалі переносити все важчі та важчі навантаження, часто виконуючи по чотири-п'ять бойових вильотів на день проти дедалі більшого і сильнішого ворога. Блискавична війна закінчилася, розпочалася війна за виснаження.
До жовтня 1942 року німецька авіація здійснила на південному фланзі війни понад 20 000 вильотів, але її початкова сила (4-й повітряний флот з 1600 літаків) знизилася на 40 % — до 950 літаків. Найбільше постраждали бомбардувальні підрозділи, які мали з 480 бомбардувальників лише 232. Люфтваффе як і раніше утримували перевагу в повітрі, втім, очевидно, їхня потужність поступово нівелювалася. Темпи виробництва радянських літаків залишалися без значного зменшення — скільки б не було знищено ворожих машин, їх з'являлося більше, тоді як власні набагато менші втрати, особливо серед екіпажів, ставали все більше серйозними.
19 листопада 1942 року Червона армія розпочала операцію «Уран», результатом якої стало оточення німецької 6-ї армії генерал-полковника Фрідриха Паулюса та частки сил 4-ї танкової армії. Герінг запевнив Гітлера, що його авіація зможе повністю забезпечити постачання необхідних боєприпасів оточеній армії повітрям. Ганс Єшоннек також переконав Гітлера, що якщо використовувати як бомбардувальники, так і транспортні літаки, а також підтримувати аеродроми, що опинилися в «мішку» та на зовнішній стороні смуги оточення, операція можлива. Люфтваффе намагалися виконати ці грандіозні обіцянки, але забезпечити постачання необхідних обсягів не спромоглися, і 2 лютого 1943 року 6-та німецька армія капітулювала. Німцям вдалося евакуювати понад 30 000 поранених німецьких солдатів і поставити армії 8350,7 тонн продуктів і боєприпасів. Однак при цьому було втрачено близько 488 літаків, у тому числі 266 транспортних Ju 52 (одна третина сил Люфтваффе на Східному фронті) і 165 He 111. Авіація Герінга зазнала втрату майже 1000 льотчиків, загинуло багато досвідчених пілотів-бомбардувальників. Радянські втрати у 1942 році склали 14 700 літаків, та кілька тисяч пілотів.

### 1943
Влітку 1943 року, отямившись після катастрофи під Сталінградом, Верховне командування Вермахту запланувало ще один стратегічний наступ, намагаючись у такий спосіб переломити загальну ситуацію на свою користь та остаточно вибити Радянський Союз з війни. За задумом гітлерівського командування вермахт двома ударами під основу, що сходяться, зрізати великий Курський виступ на німецько-радянському фронті та ліквідувати величезне радянське угруповання в ньому. Ця нова операція була названа операцією «Цитадель», яка у липні 1943 року стала битвою на Курській дузі. Підтримку сухопутних військ Люфтваффе забезпечували силами І і VIII повітряних корпусів 6-го та 4-го повітряних флотів (під командуванням генерал-фельдмаршалів Роберта Ріттера фон Грейма та Вольфрама фон Ріхтгофена відповідно). Близько 2 109 літаків виділялося на проведення операції повітряним флотам, 65 % з яких були в повній боєготовності.
5 липня війська вермахту розпочали наступ. Люфтваффе надали армії неоціненну підтримку, незважаючи на провал операцій. До 12 липня I повітряний корпус здійснив 37 241 виліт, скинувши 20 000 тонн бомб, знищивши 1735 радянських літаків, 1100 танків та 1300 автомобілів, втративши при цьому під Курськом 64 власних літаки. Його бомбардувальні та винищувальні ескадри здійснювали по 6-7 бойових літако-вильотів щодня. Разом з цим, радянські архівні записи свідчать про втрату 677 літаків ВПС СРСР у південному секторі Курського виступу за період 5–31 липня, тоді як у північному свенкторі радянські втрати становили 439 літаків. Генеральний штаб Люфтваффе зафіксував втрату 687 машин, з яких 420 були повністю знищеними, з них 220 на північному секторі. У наступному місяці, за період з 12 липня до 18 серпня, радянські втрати в авіації досягли 1104 літальних апаратів.
Повітряні бої на Курській дузі значно вичерпали сили німецької авіації. У липні було втрачено 911 літаків, й хоча радянські ВПС зазнали набагато більше втрат, їхні сили здавалися незменшеними. Тим часом на суходолі ситуація розвивалася явно не на користь армії вермахту, під загрозою виявилися 2-га танкова та 9-та польова армії. Червона армія розпочала потужніший контрнаступ, який тривав з 16 по 31 липня, і Люфтваффе були покликані врятувати ситуацію. Саме завдяки діям німецької авіації вдалося врятувати від повного розгрому дві німецькі армії, наступ радянських військ було повністю зупинено, переважно через удари з повітря. Модель надіслав фон Грайму повідомлення з подякою, заявивши, що «втручання Люфтваффе стало абсолютно вирішальним для запобігання другому, більш згубному Сталінграду».
До жовтня 1943 року, коли війська Червоної армії відтіснили вермахт до Дніпра, у складі повітряних сил Герінга на Східному фронті залишилося близько 1150 літаків, 60 % яких зосередилися навколо Києва. До грудня у Люфтваффе було лише 425 оперативних винищувачів на німецько-радянському фронті.

## Стратегічна повітряна оборона Рейху
Починаючи з 1942 року і до кінця війни Люфтваффе доводилося постійно витрачати частину своїх ресурсів на протидію стратегічним бомбардувальним кампаніям союзників проти цілей, що знаходяться глибоко всередині самої Німеччини. Британське Бомбардувальне командування під керівництвом сера Артура Гарріса розпочало бомбардування німецьких об'єктів на початку 1942 року, але після значних втрат через німецьку протидію перейшло на нічні бомбардування. Восени 1942 року до британців приєдналася 8-ма американська повітряна армія, які врешті-решт разом розпочали денні бомбардувальні місії, руйнуючи економіку та воєнну міць Третього Рейху. Ця кампанія стала називатися Стратегічною повітряною обороною Рейху.
У 1941 році винищувач Fw 190 почав частково замінювати Bf 109 як основний винищувач Люфтваффе. Fw 190 виявився більш маневреним і краще озброєним, але його бойова ефективність при діях на висоті вище 6100 м значно падала. Втім винищувачі типу Bf 109G і K могли добре битися на великій висоті і були порівняльно еквівалентні винищувачам союзників. Керівництво авіації Люфтваффе вирішило залишити у виробництві як Fw 190, так і Bf 109. Тому Fw 190 використовувалися в основному як винищувачі бомбардувальників, тоді як Bf 109, що перевершував у діях на великій висоті, протистояли союзним винищувачам ескорту.
Загалом в битві на європейському театрі війни в період між 1942 і 1945 рр. понад 11 000 важких бомбардувальників Королівських ПС та ПС армії США були втрачені. Одним з найбільш катастрофічних нальотів британської авіації, що відбувся 30–31 жовтня 1943 року, став наліт на баварське місто Нюрнберг, у ході проведення якого британці втратили 96 бомбардувальників над Німеччиною, та ще один при поверненні на базу.

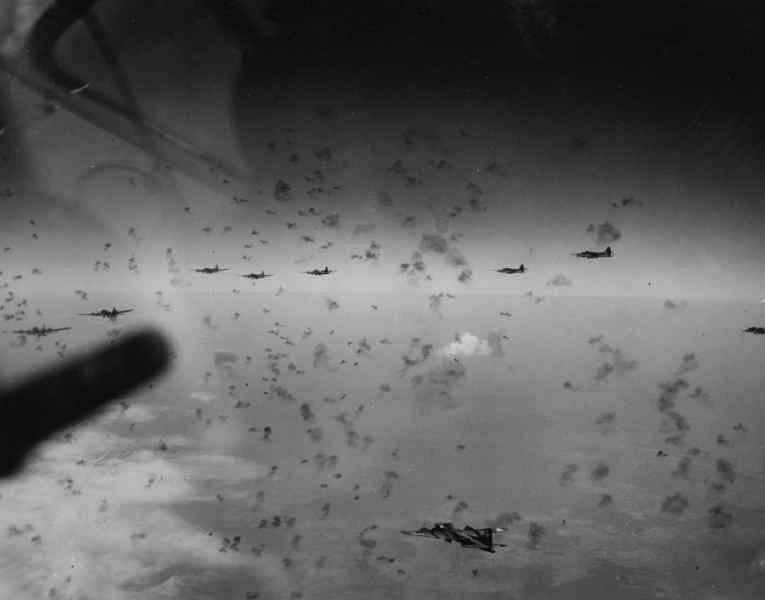
Американські важкі бомбардувальники B-17 «Летюча фортеця» під вогнем німецької зенітної артилерії над Швайнфуртом. Операція «Дабл Страйк». 17 серпня 1943

У довоєнний період, на відміну від німців, британці та американці (під командуванням генерала Генрі Арнольда) приділили величезної уваги розвитку стратегічних бомбардувальників. З 1942 року їхні бомбардувальники все далі проникали вглиб території Рейху. Це змусило командування Люфтваффе значно збільшувати долю виділення винищувачів на Західний фронт. Вже у 1943 році, за підрахунками розвідувальних служб союзників, 60 % винищувачів від загальної кількості перебувало на заході, тоді як на Східний фронт виділялося 22 %, а на Середземноморський фронт — 18 % своїх винищувачів.
Британці намагалися переконати американців, що бомбардування вдень неможливо здійснювати, оскільки винищувачам союзників бракувало дальності польоту для супроводу бомбардувальників до цілі та у зворотному напрямку. Спочатку доводи британців сприймалися як правильні, оскільки до кінця 1943 року через втрати бомбардувальників союзники майже зупинили нальоти своєї авіації в денний час. Американські повітряні сили підтримували бомбардувальні кампанії промислових цілей без винищувального супроводу до жовтня 1943 року, коли втратили 120 бомбардувальників під час двох рейдів на Регенсбург та Швайнфурт. 14 жовтня 1943 року рейд бомбардувальників на Швайнфурт коштував американцям 77 B-17, знищених трохи більше ніж за три години безперервних атак.
Перемога Люфтваффе в жовтні 1943 року стала суворим «повчальним уроком» для американців, або як сказав генерал ВПС Генрі Х. Арнольд, вони наразилися на «найбільшу і найжорстокішу протидію винищувачів у будь-якій війні в історії». На другому тижні цього місяця чотири повноцінних бомбардувальні місії на Бремен, Марієнбург, Мюнстер та Швайнфурт коштували 8-ій американській армії 148 важких бомбардувальників, що становило 50 % їхньої оперативної сили, що залучалася на денні нальоти.
Отже американці почали планувати свої атаки на визначені цілі лише в межах зони досяжності винищувального прикриття для бомбардувальників. Британці, у свою чергу, за аналізом попередніх результатів нальотів та великих втрат, зосередилися на проведенні переважно нічних бомбардувань у все більш масштабних розмірах, які сягали іноді до 1000 бомбардувальників. Бомбардувальні місії з глибоким проникненням у Німеччину тимчасово були призупинені до тих пір, поки не стануть доступними супроводжуючі винищувачі. Американські P-38 з 568-літровими підвісними баками повернулися у небо над Європою після річної відсутності для боротьби з винищувальною авіацією антигітлерівської коаліції. Водночас, ще до кінця року Люфтваффе зберігали перевагу в повітрі над своєю батьківщиною.
Поки у проведенні великих денних авіанальотів виникла пауза, пов'язана з еволюціє винищувачів дальньої дії, німецька авіація була здатна спричиняти серйозних втрат противника наявними денними та нічними винищувачами, а також доволі розгалуженою системою зенітної артилерії. Використовуючи двомоторні Ju 88 та Bf 110 «цершторер» вони із значним успіхом атакувати американські повітряні формування ракетами та важкими гарматами. Однак із надходженням винищувача далекої дії P-51D ці частини почали зазнавати значних втрат.
Me 210, призначений для заміни Bf 110, зіткнувся з конструктивними труднощами і був згодом замінений на важкий винищувач Me 410, який був модернізованою версією Me 210. Me 410 були надзвичайно вразливими у ворожому небі, а до 1944 року були нічим іншим, як гарматне м'ясо для їхнього знищення денними винищувачами союзників.

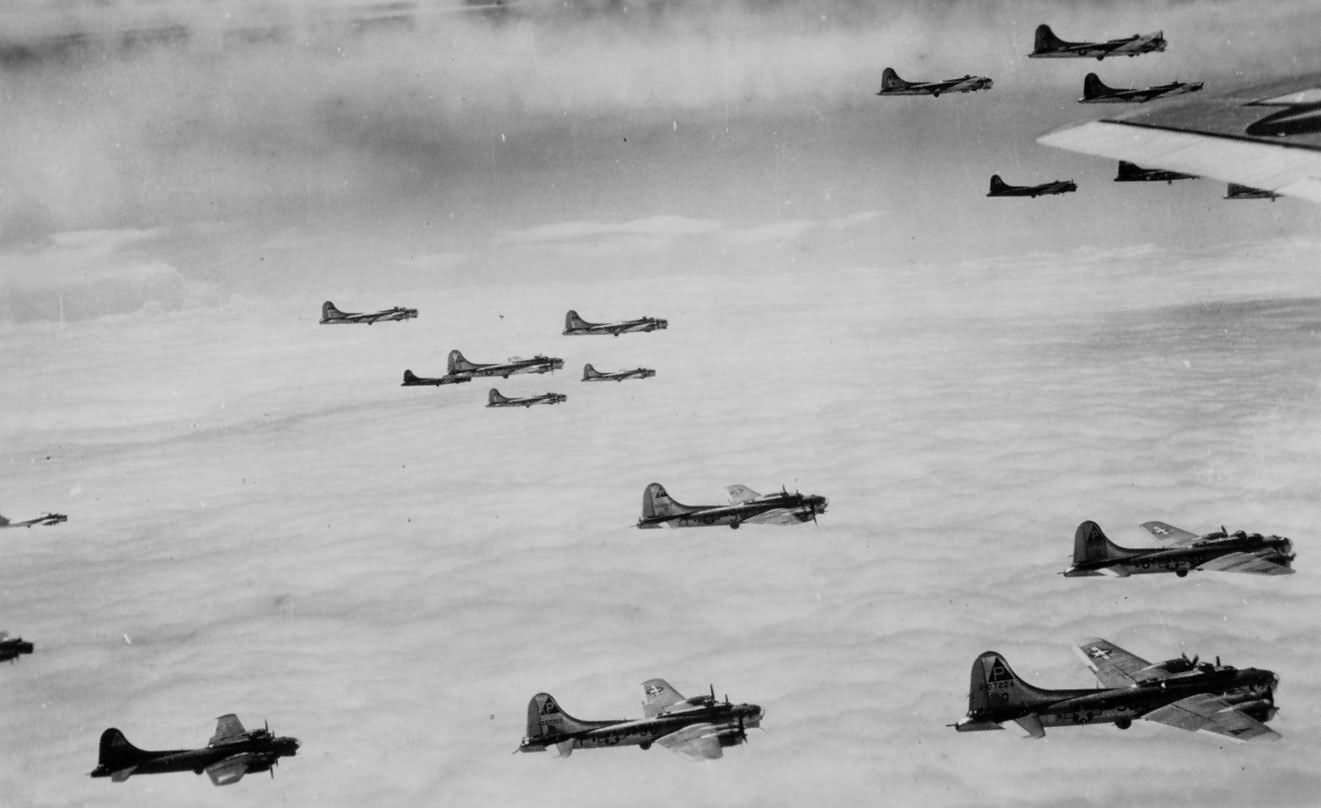
B-17 384-ї бомбардувальної групи 8-ї американської армії в летить на бомбардування цілей у Німеччині. 1 вересня 1944

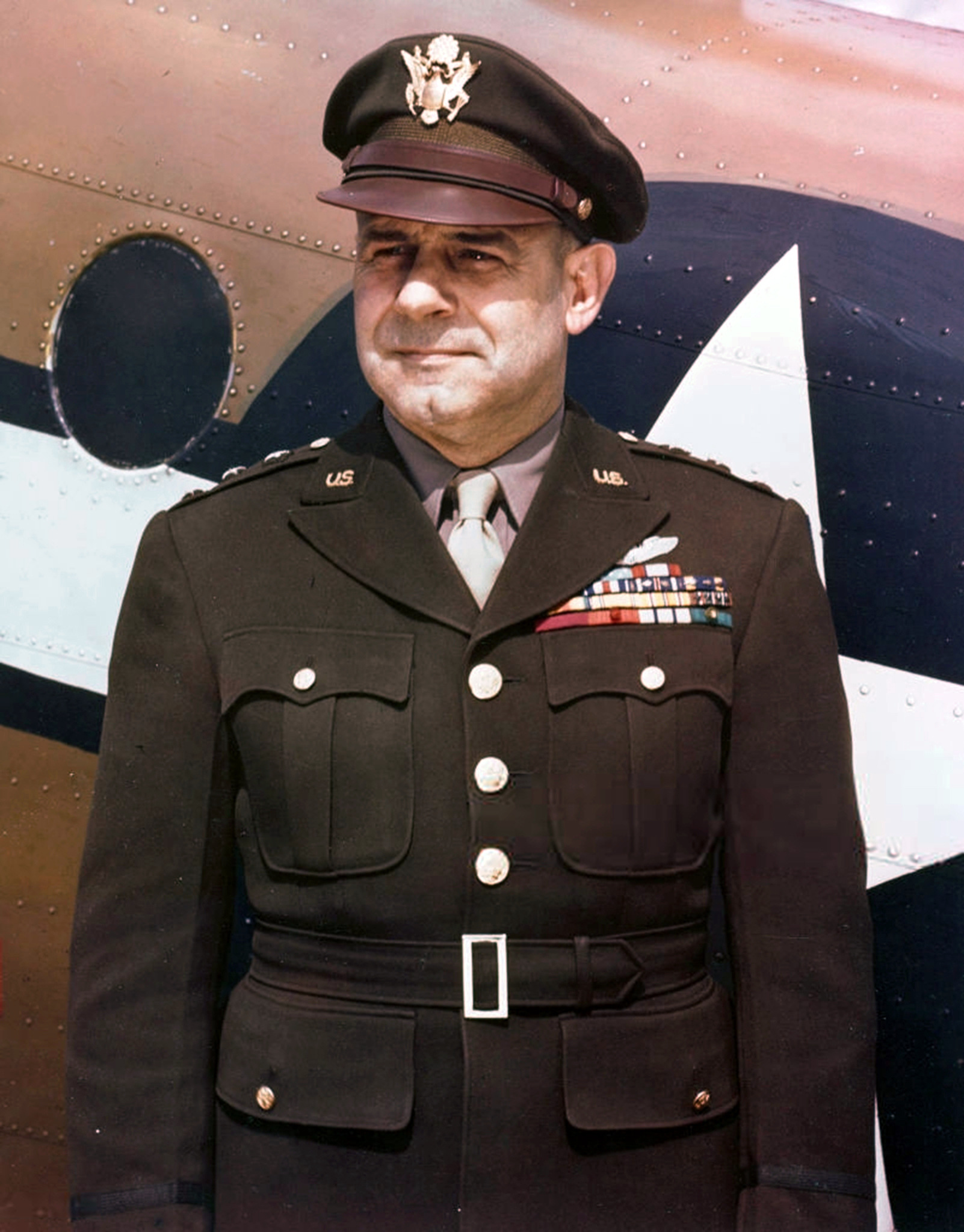
Американський генерал-майор Джиммі Дулітл, що в корні змінив тактику застосування своєї авіації

Ситуація у битві в небі над Німеччиною в корні змінилася під час «Великого тижня» наприкінці лютого 1944 року, коли 8-ма та 15-та повітряні армії США, які здійснювали нальоти з баз у Великій Британії та у Південній Італії відповідно, почали масовані рейди по об'єктах німецької авіаційної промисловості по всій Європі. Новий командувач 8-ю армією США, генерал-майор Джиммі Дулітл, здійснив ключовий вплив на повітряну війну в Європі, змінивши тактику застосування своєї авіації. Раніше авіанальоти здійснювалися за умови постійного перебування американських винищувачів поруч із бомбардувальниками. Далекодійні P-51, що надходили на заміну P-38 та P-47 в основному летіли далеко вперед на маршруті руху формувань «бойових коробок» бомбардувальників, буквально «очищаючи небо» від будь-якої присутності винищувачів Люфтваффе. Ця стратегія смертельно вплинула на спроможності німецької винищувальної авіації протидіяти бомбардуванням. Після того, як бомбардувальники уражали свої визначені цілі, американські винищувачі починали вільне полювання, обстрілюючи німецькі аеродроми та літаки, що поверталися на базу, що суттєво сприяло досягненню повітряної переваги союзників у небі над Європою. Наприкінці лютого 1944 року під час бомбардувальної кампанії «Великий тиждень», з впровадженням нової винищувальної тактики, американські середні та важкі бомбардувальники разом скинули близько 10 000 тонн бомб і серйозно порушили виробництво німецьких винищувачів. Під час «Великого тижня» 8-ма армія втратила 97 B-17. У поєднанні з втратами В-24 спочатку цей показник становив 137, а ще 20 — пішли на злом через пошкодження. 15-та армія втратила 90 літаків, а втрати американських винищувачів дорівнювали 28. Втрати Люфтваффе були дуже великими, особливо серед їх двомоторних підрозділів «Церстерер», які зазнали значних втрат і знищили 1/10 загальної чисельності Bf 110 і Me 410. Більш тривожним для винищувачів Німеччини стала втрата 17 % пілотів; загинуло майже 100 професіональних пілотів. Хвиля змінилася, і панування в повітрі перейшло до західних союзників.
Повітряна кампанія союзників сама по собі не була вирішальним фактором для того, щоб вибити Німеччину з війни, але вона суттєво сприяла поразці Німеччини, змусивши німців зосередити цінні ресурси на битві за Німеччину, які були конче потрібні на інших фронтах. Альберт Шпеер сказав, що якби кампанія 1944 року проти румунських нафтових родовищ була продовжена ще місяць, весь вермахт попросту б став, втративши свою боєздатність. За словами Шпеера, 98 % німецьких авіаційних заводів не працювали. Виробництво авіаційного палива зменшилось із 180 000 до 20 000 тонн у період з березня по листопад 1944 року.
З настанням 1944 року методичне знищення повітряних баз Люфтваффе стала звичним явищем, поки ніде в Європі винищувачі Герінга не могли залишатися поза межами зони ураження союзниками. Для протидії цьому небойові польоти мали здійснюватися лише на світанку та в сутінках. Командування німецької авіації розробили систему попередження літаків та розробило радіосигнали, щоб попередити про нальоти противника. У разі нападу погано озброєні літаки повинні були опуститися на рівень дерев, а в разі необхідності пілот повинен був приземлитися і сховатися, оскільки пілоти були набагато важливішими за літаки. Німці також почали масово використовувати камуфляж, димові екрани і вдавалися до закопування ліній життєво важливих комунікацій та електричних кабелів, що обслуговують їхні радіолокаційні та командні станції. Боєприпаси зберігалися в тунелях разом із запасами дорогоцінного палива. Пілоти союзників також зазначили, що німці прикривають свої аеродроми 20-мм чотириствольними та 37-мм зенітними гарматами, здатними поставити суцільний заслін вогню на шляху низько літаючих винищувачів. Унаслідок запровадження цих заходів втрати винищувачів союзників зросли.
Запровадження американцями бомбардувальників серії B-17G з дистанційно керованою башточкою у «підборідді» літака змусило змінити тактику застосування винищувальної авіації Люфтваффе. Протягом усього 1943 року лобові атаки німців були доволі успішними проти американських важких бомбардувальників. Багато підрозділів Люфтваффе зараз підвищили вогневу силу своїх винищувачів. Деякі винищувачі Fw 190 мали 30-мм гармату MK 108, що могла знищити більшість важких бомбардувальників двома-трьома влученнями. Пізніші варіанти Messerschmitt Bf 109 (починаючи від G і наступні) також були здатні нести важче озброєння, як MK 108, хоча лише один ствол стріляв через приводний вал як Motorkanone.
До вересня 1944 року Червона армія окупувала Румунію, а родовища нафти були втрачені. З цього часу Люфтваффе почали відчувати хронічну нестачу палива. Багато німецьких перехоплювачів, які поверталися з місій, вимикали свої двигуни відразу після дотику землі, щоб не витрачати паливо. Потім наземні екіпажі швидко тягнули беззахисні літаки в укриття. До цього часу втрати пілотів-винищувачів ставали критичними, і німецька винищувальна авіація наблизилася до повного руйнування.
|                                                          |
|                                                          |
|                                                          |
| Німецькі реактивні літаки Me 262, Me.163 Komet та He 162 |

## Завершальна фаза війни
У період з січня по травень 1944 року Люфтваффе провели операцію «Штайнбок», так званий «дитячий бліц», для чого зосередили 474 бомбардувальники з метою цілеспрямованого бомбардування Лондону. 29 травня нальоти бомбардувальної авіації були завершені, після втрати 329 бомбардувальників та коли ракети V-1 стали доступними для проведення так званих «атак відплати». Відсутність достатнього досвіду польотів екіпажів вночі сприяла значним втратам. У підсумку на початок вторгнення союзників до Нормандії під командуванням генерал-інспектора бомбардувальної авіації Люфтваффе оберста Дітріха Пельца лишилося тільки 143 бомбардувальники. До середини 1944 року німецька авіація вже фактично не мала спроможностей серйозно протистояти операції «Оверлорд», вторгненню союзників до Франції, що розпочалася зранку 6 червня 1944 року. Лише кілька операцій було проведено проти плацдармів союзників.

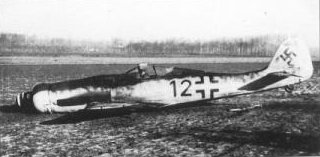
Німецький винищувач Fw 190, зі складу 10./JG 54 примушено посаджений біля аеродрому союзників поблизу Брюсселя, після потрапляння куріпки в повітряний радіатор літака. Операція «Боденплатте». 1 січня 1945

У середині вересня 1944 року при проведенні операції «Маркет-Гарден», спробі союзників закінчити війну в 1944 році, проклавши шлях через Нідерланди та увірватися в Рурський регіон Німеччини, винищувальним силам Люфтваффе вдалося завдати значних втрат літакам союзників, які перевозили десантників та припаси до місць висадки повітряного десанту, але свої власні втрати були також серйозними. В результаті повітряних боїв винищувачі Герінга заявили про знищення 209 літаків союзників, включаючи лише 35 транспортних літаків. Натомість Люфтваффе втратило 192 винищувачі. Операція союзників зазнала невдачі, і війна продовжилася наступного року.
Під час битви в Арденнах німецька авіація здійснила нічні бомбардування Бастоня. 1 січня 1945 року Люфтваффе здійснили останню масштабну повітряну операцію у війні, відому як операція «Боденплатте», потужний удар по аеродромах союзників у Нідерландах та Бельгії, намагаючись завоювати повітряну перевагу та позбавити противника спроможностей здійснювати повітряні атаки на німецькі сили в районі Арденн.
Правильно розрахувавши, що атака 1 січня застане повітряні сили союзників зненацька, німці знищили багато літаків противника на землі, але натомість самі зазнали колосальних втрат. Люфтваффе втратили 271 Bf 109 і Fw 190 знищеними або захопленими, а ще 65 пошкодженими, а також 9 Ju 88 зруйнованими і ще 4 пошкодженими. Втрати пілотів склали 143 пілоти загиблими, 70 — військовополоненими та 21 пораненим, це становило майже 25 % атакуючої сили. Операція була настільки таємною, що Люфтваффе не попередила навіть власні зенітні підрозділи на передовій, що призвело до багатьох втрат через «дружній вогонь». За оцінками, німецька авіація втратила 3 командирів ескадр, 5 — авіакрил та 14 командирів ескадрилей. Втрата 22 командирів підрозділів була руйнівною, таких людей на даний момент не було на кого замінити. Це, у свою чергу, спричинило падіння морального духу серед льотного складу та втрату рівня керівництва з огляду на те, що авіаційні підрозділи очолили молоді й часто не зовсім досвідчені пілоти.
До квітня німецький фронт на Заході остаточно розпадався, а на сході Червона армія оточила Берлін. Німці звернулися до відчайдушних рішень, як ескадра Леонідаса. Останні битви, що велись у небі над Німеччиною, тепер були незначними, в небі царювала авіація антигітлерівської коаліції. По всіх фронтах розпочалася масова капітуляція німецьких військових. Від Люфтваффе залишились лише поодинокі осередки-аеродроми, які фактично стали «кладовищами» літаків. Багато революційних літаків, які, як сподівалось командування Люфтваффе, переверне хвилю на їхню користь, потрапило в руки союзників, такі як Me 262 та He 162, що дуже вразили союзників.